# 汪兆銘
汪 兆銘（おう ちょうめい、ワン・ジャオミン、1883年5月4日〈光緒9年3月28日〉 - 1944年〈民国33年〉11月10日）は、中華民国の政治家。行政院長（第4代）・中国国民党副総裁。辛亥革命の父である孫文の側近として活躍し、彼の遺言（総理遺嘱）を代筆した。
字は季新。号は精衛（中華圏では「汪精衛」と呼ぶのが一般的である）。
広東省広州府三水県（現：仏山市三水区）の生まれ。原籍は浙江省紹興府山陰県。知日派として知られ、1940年3月、南京に日本の傀儡政権である汪兆銘政権を樹立し、同年11月には正式に主席となった。1944年、名古屋にて病死。遺体は南京の梅花山に埋葬されたが、戦後に蔣介石政権によって爆破された。
著作に『汪精衛文存』などがある。

## 生涯

### 生い立ち
汪兆銘は、1883年（光緒9年）、汪琡（号は省斎）の四男、10人兄弟の末子として広東省広州府三水県に生まれた。没落した読書人の家庭に育った彼は、幼少時より俊秀さを謳われた人物である。
曾祖父の汪炌（1756年-1832年）および祖父の汪雲（1786年-1844年）はともに浙江省紹興府山陰県に本籍があり、同地に墳墓もあって、官途に就いていた。汪兆銘の父の汪琡（1824年-1897年）は一族の一人が広東省で知県をしていたところから、それを頼って広東に移住してきた人物であった。父は同郷の盧夫人とのあいだに一男三女、広東出身の呉夫人とのあいだに三男三女をもうけた。
浙江生まれの父は広東語を聴き取ることはできても話すことはできなかったといわれる。また、官途には就かず、商売を営んではいたが、読書人の家系だけあって学識深く、幼い汪兆銘に古典教育をほどこした。書塾から帰った汪兆銘に必ず読書や書道を課し、王陽明の『伝習録』を大声で朗読させたり、陶淵明や陸游の詩を暗唱させたりなどの課題を死ぬ直前までつづけた。のちに卓越した詩文や書で知られる汪兆銘の文人としての資質は、こうした幼年期の父親の薫陶の賜といえるが、一方で幼い頃から陽明学や、そこで強調される知行合一の考え方に親しんだことが、のちの彼の革命思想や行動様式にあたえた影響もまた看過できない。
汪兆銘の母は、汪琡の後妻の呉氏で夫より30歳も若かった。汪兆銘は父親以上にこの母を深く愛し、また、母の生活上の苦労には深い同情を寄せていた。76歳まで生きた父が死去する前年（1896年）、母は40代なかばで死去している。汪兆銘は、母親への思慕と同情から、伝統的な家族制度とくに婚姻制度に反感をいだくようになり、恋愛結婚を是とする価値観をもつようになったという。
10代前半で父母を相次いで亡くした汪兆銘は、長兄を頼って生活せざるを得なくなったが、遺産もろくになかったところから早々と自立を迫られた。10代後半には書塾の教師となったが、その頃、同腹の兄2人も相次いで亡くしたことから、2人の兄嫁と1人の姪の面倒もみなければならなくなり、一家の家計を支えることとなった。彼はこの時期のことをふりかえって「貧しく、悲しく、痛ましいものであった」と回想している。

### 日本留学と革命運動への参加
生活に追われて近代教育を受けられなかったことを嘆いていた汪兆銘が転機をむかえたのは、1904年（光緒30年）、科挙（中国の高級官吏任用試験）に合格し、清朝広東省政府の官費留学生に選ばれて、日本への派遣が決まったことであった。日露戦争中の同年9月、汪兆銘は東京市の和仏法律学校法政速成科（現在の法政大学）に進学した。速成科は、中国人留学生のために特設されたものであり、授業は通訳を通じて行われていたので日本語を知らなくても法学の授業を理解することができた。法政で同時期に学んだ人物に同郷の胡漢民や朱執信らがいる。
日露戦争について汪は「心から日本を支持する」と述べ、一東洋人として日本の勝利に歓喜した。また、「日本国民の熱烈な愛国心は、若い私の胸中を非常に燃え立たせた」とのちに述懐している。
留学中の汪兆銘は、梅謙次郎・富井政章・山田三良らの講義を好んで聴いたが、それにもまして彼に大きな影響を与えたのは憲法学の講義であった。それまで「君臣の義」といった儒教的価値観に縛られていたのに対し、憲法学によって国家の観念や主権在民の思想を学ぶにつれ、汪兆銘は革命への傾斜を強めていったのである。一方、彼は明治維新の歴史に興味を持ち、特に西郷隆盛と勝海舟の2人には強く惹かれて、彼らに関する書籍を読みあさった。

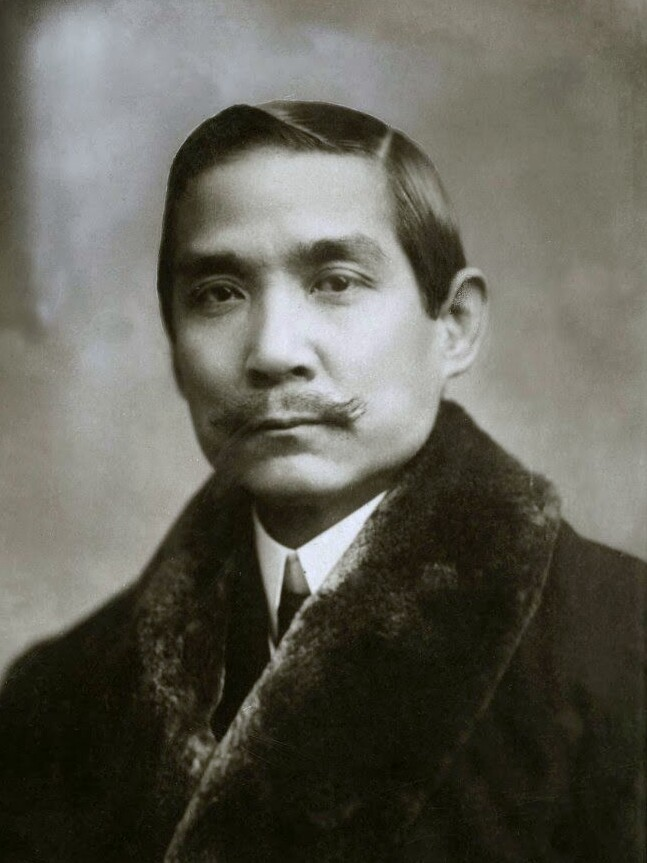
孫文

留学中、汪は孫文の革命思想に触れて「興中会」（1894年結成）に入った。革命派は、広東省出身者の多い興中会のほか、湖南省出身者の多い「華興会」（1903年結成）、浙江省出身者の多い「光復会」（1904年結成）があり、それぞれ横の連絡を欠きつつ、武装蜂起をくり返していた。日露戦争における日本の勝利やロシア帝国における血の日曜日事件などにより、在日中国人のあいだでは革命の気分が高まり、宮崎滔天らの奔走もあって興中会・華興会・光復会の大同団結が図られ、1905年8月、3つの革命会派は孫文の来日を機に中国同盟会に合流した。このときの孫文の演説は若い汪兆銘の心を打ち、かねてより孫文に対して抱いていた信頼と尊敬の念は不動のものとなった。孫文もまた、汪兆銘を厚く信頼し、中国同盟会評議部長に抜擢し、のちには執行部の書記長を兼務させた。なお、同盟会の会章は、黄興・陳天華・宋教仁・馬君武・汪兆銘ら8人の起草によるものである。
中国革命同盟会は、「民族・民権・民生」の三民主義を綱領として掲げた。1905年11月には、中国同盟会の機関誌『民報』が発行されることになり、汪兆銘は章炳麟を補佐して、胡漢民 ・陳天華・朱執信・宋教仁ら同志とともに機関紙の編集スタッフを務め、この頃から「精衛」という号を用いるようになった。汪兆銘は『民報』において、その文才をいかんなく発揮し、その発行部数が4、5万部に上り、ひそかに中国国内に持ち込まれて、大きな影響力を及ぼすようになると、汪の名も広く知られるようになった。
当時、汪兆銘の長兄は清朝の両広総督岑春煊の軍司令部に勤務していたが、ある時、酔った総督が長兄に汪兆銘を差し出すよう要求したことがあった。また、長兄は父親代わりとして汪兆銘の許嫁をすでに決めていた。革命家として九族に累が及ぶことを畏れ、古い婚姻制度に反対の立場にあった汪兆銘は「家庭の罪人」と称して長兄あてに絶縁状を送り、宗族関係を断絶して婚約解消を強く求めた。
中国同盟会の『民報』と梁啓超の主宰する『新民叢報』とのあいだでは、革命共和か、君主立憲かをめぐっての大論戦が繰り広げられた。保皇派の梁啓超は当時、立憲君主制を主張していたが、その確立はあくまでも遠い将来のことであるとして、当面はその準備段階として「開明専制」、すなわち開明的で英邁な君主による皇帝独裁政治を唱えた。それに対し、汪兆銘は「自由・平等・博愛」が人類の普遍性に根ざしたものであるとして民主主義論を唱え、共和政体を主張したのである。ここには、ジャン＝ジャック・ルソーの人民主権説の影響がみられる。梁啓超がコンラート・ボルンハックや穂積八束の国家客体説を援用すれば、汪兆銘がゲオルグ・イェリネックや美濃部達吉の国家法人説に依拠して、それに反論を加えるというように、汪はルソーの思想にとらわれず、パラダイムの異なる諸学説を縦横無尽に引用し、革命派のなかでも理論家として名を馳せた。
1906年6月、汪兆銘は法政速成科を300余名中2番という優秀な成績で卒業した。官費留学の期限は切れたが、汪はそのまま法政大学専門部へ進み、革命運動を続けた。専門部の学費は私費でまかなわざるを得なかったが、彼はこれを『法規大全』など日本の書籍を翻訳することで捻出した。これにより官費の倍近くの収入を得ることができたからであった。

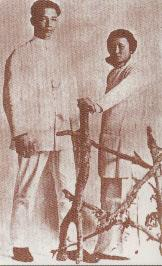
汪(左)と陳璧君
----
1912年頃、ペナン島にて。

孫文は、中国同盟会の成立以降、湖南省や広東省で10度にわたって武装蜂起を試みていたが、いずれも鎮圧され、失敗に終わっていた。1907年、萍郷蜂起に呼応すべく、許雪秋らが孫文に支援を求めた件では、同盟会から廖仲愷らが派遣されたが、これには胡漢民・陳少白・汪兆銘も参画している。孫文はまた、次の武装蜂起を計画・指導したり、華僑から軍資金を集めたりするために、東南アジアと欧米と中国の間を奔走しており、汪兆銘もそれにしたがった。この頃、イギリス領マラヤ（現、マレーシア）のペナン島の裕福な華僑出身で、のちに汪の妻となる陳璧君も革命運動に参加しており、『民報』編集にたずさわっている。
汪は、1907年に書いた「革命之決心」のなかで「革命の決心は、誰もが持っている惻隠の情、いうならば困っている人を見捨てておけない心情からはじまるものだ」とし、また、「革命を志す者は、自己の身体を薪あるいは釜として4億の民に満ち足りた思いを味わわせることをめざすべき」と唱えた。『民報』は清朝からの依頼を受けた日本政府の取締りにより1908年に発行停止に追い込まれたが、汪はその後、編集責任者として秘密出版を行った。『民報』は1910年の第26期をもって廃刊となったが、「革命之決心」はここに収載されている。
孫文は根拠地をフランス領インドシナ（現：ベトナム）の首府ハノイ、ついでイギリス領海峡植民地のシンガポールへと移した。汪は、孫文の一番弟子として強い信頼を得ており、終始彼と行動を共にした。孫文がフランスへ去った後は東南アジアにおける中国同盟会の勢力拡充に力を注いでいる。1909年、汪兆銘を囲んで陳璧君、方君瑛、曾醒、黎仲実の4人が、同志として生死をともにすることを誓い合った。この5人は、のちに広東省に共同の墓まで建てており、このころ、汪は陳璧君と名義上の結婚をしたと考えられている。
一方、たび重なる武装蜂起の失敗は、中国同盟会を内外から動揺させた。梁啓超らの保皇派は、孫文・汪兆銘を「遠距離革命家」、すなわち「自分たちは豪華な大邸宅で優雅に暮らしながら、下々の人びとを騙して武装蜂起させ、いたずらに彼らを死に追いやっている」と批判したのである。一方、中国同盟会の内部では旧光復会系の大学者、章炳麟らが公然と孫文を批判するようになって、同盟会分裂の危機が訪れたのである。そうしたなか、ミハイル・バクーニンのアナーキズムの影響を受けた汪兆銘は、再び同盟会の団結を固め、革命運動を鼓舞するためには、自ら率先垂範して清朝政府要人を暗殺するよりほかないと思い詰めるようになる。孫文・黄興・胡漢民らは、汪の計画を知るや反対し、思いとどまるよう何度も翻意を促したが、汪は聞き入れなかった。
1910年（宣統2年）、次第に直接行動主義の色彩を強めた汪は、黄復生・喩紀雲・陳璧君らの同志とともに清朝要人の暗殺計画にとりかかった。英領マラヤに育った陳璧君は英語が堪能であり、英語で書かれた爆弾装置の取扱書を読めるという理由で、この計画に参加した。
汪は北京で写真屋になりすまし、密かに時限爆弾を用意、摂政王醇親王載灃（宣統帝溥儀の父）をねらったものの事前に事は露見し、未遂に終わった。汪らはその場は逃げたものの、すぐに逮捕される気配がなかったことから汪と黄復生は北京に戻り、喩紀雲や陳璧君らは北京を離れ、次の暗殺準備に取りかかった。しかし、その後目撃者が現れ、4月16日、汪は黄復生とともに暗殺犯として逮捕された。
汪は死刑の宣告を覚悟していたが、尋問の際の堂々とした態度や供述書をすらすらと書いた様子から、その才能が惜しまれ、革命派との融和を図る民政部尚書粛親王善耆の意向もあって罪一等を減ぜられ、終身禁固刑に処された 陳璧君は、獄中の汪兆銘に何度も手紙を送っている。
禁固刑となったことが伝わらなかったパリでは、同地で発行されていた同盟会機関誌『新世紀週刊』に、汪兆銘の刑死を悼む一文が掲載された。汪は、載灃の暗殺には失敗したものの、当初の目的の一つである中国同盟会の士気を高めることには、ある程度成功したといえる。

### 辛亥革命とその後の動向

#### 辛亥革命
1911年10月10日、武昌蜂起によって湖北軍政府が成立し、それにつづいて湖南省・陝西省・江西省・山西省・上海・浙江省・広東省の各地でも同盟会員が蜂起して革命軍が勢力を広げるなか、11月6日には汪兆銘に清朝政府からの大赦が下り、釈放された。11月下旬には、24省中14省が清朝の支配から離脱し、12月には革命軍が南京を占領した。
武昌蜂起の一報を米国コロラド州デンバー滞在中に聞いた孫文は、すぐには帰らずにイギリスに立ち寄り、交渉の末に米英独仏の四国借款団から清国政府への融資を中止する確約を得て、清朝が革命派に反撃する際の財源を断ち切ってから帰国した。汪兆銘は、清朝を倒すのに功績のあった逸材として脚光を浴びた。ただちに陳璧君が駆けつけ、まもなく、胡漢民を司会、何香凝を花嫁側介添人として結婚式を挙げた。なお、釈放された黄復生は依然として暗殺主義の立場に立った。
孫文は1911年末に帰国して臨時大総統に選出され、1912年（民国元年）1月1日、南京を首都とする中華民国が成立した（辛亥革命）。孫文の臨時大総統就任宣言書の文案は汪兆銘が起草したものであった。汪兆銘によれば、孫文は宣言書を一字一句も改めようとしなかったが、これは汪にとっては望外の喜びであったと回顧している。

#### 南北和議

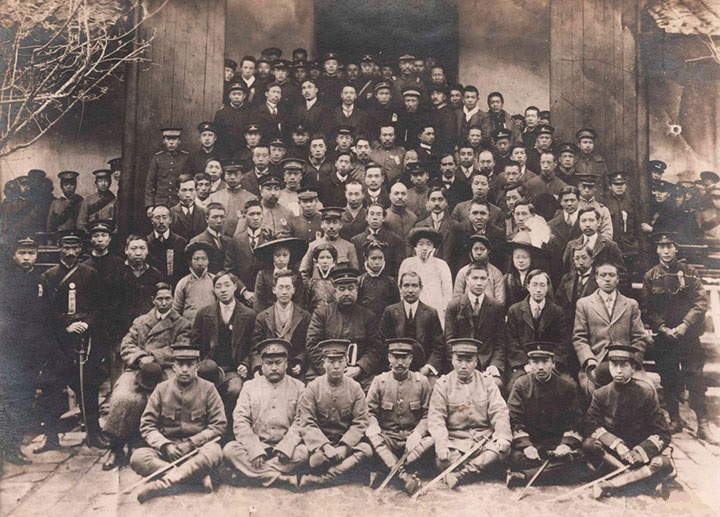
1912年4月9日、黎元洪が湖北の鄂軍都督府で孫文一行を歓迎したときの記念写真
----
2列目左より孫科、李曉生、胡漢民、黎元洪、孫文、汪兆銘、章士釗、景耀月

中華民国は成立したものの、戦力不足のため清朝政府を打倒するまでには至らなかった。一方、清朝の側も帰趨定まらない北洋軍閥の巨頭袁世凱の再出馬を請うまでに追い詰められており、両者の対立は膠着状態に陥った。ここで、袁世凱が、まだ幼少であった宣統帝溥儀を退位させ、その代償として孫文に代わって袁世凱が臨時大総統職に就任するという奇策が浮上した。この奇策の実現に一役買ったのが汪兆銘であった。
汪は出獄後、袁世凱の腹心楊度と国事共済会を組織し、袁の子息袁克定とも接触し、南北和議における南方派委員となって孫文の代理として両者の連携を画策し、秘密裏に協議を重ねた。彼の暗躍もあって南北和議の密約が成立、2月には袁世凱の圧力のもと宣統帝が退位して清朝が崩壊し、始皇帝以来の専制王朝体制が終わりを告げた。その直後、密約どおり、孫文は臨時大総統を辞職することを表明し、3月、袁世凱が臨時大総統に就任した。汪兆銘のこの動きはしかし、革命派のなかでは、後退した戦略として問題視されることもあった。

#### フランス留学
汪兆銘は、1912年2月に、アナーキストの李石曽が主宰する進徳会に入会した。進徳会の会則に「官職に就かない」という規定があり、汪は、革命派からは広東都督に推薦され、袁世凱からも総統府高等顧問の誘いがあったにもかかわらず、そのいずれも固辞している。南北和議に奔走したものの、その後は孫文の政治活動からは次第に距離を置くようになった。汪兆銘によれば、「民国元年から民国10年まで」すなわち1912年から1921年までは、彼にとっては「修養の時代」だったのである。
1912年8月、正式に結婚した汪兆銘と陳璧君は新婚旅行も兼ねてのフランス留学に旅だった。汪兆銘はかねてより、系統だった近代教育が自らに欠落していることを憂慮しており、短期間の日本留学だけでは飽き足らなかったのである。しかし、有能な部下を手元に置きたい孫文は、汪の渡仏にいったんは強く反対している。
汪兆銘夫妻は、パリ郊外のモンタルジに居を構え、家庭教師からフランス語を習い、フランス文学や社会学を学びながら、書籍を読んだり翻訳して過ごした。ときどき中国に帰国したもののほぼ5年間をヨーロッパで暮らしたが、ヨーロッパには、陳璧君の弟陳昌祖、同志方君瑛とその妹方君璧、同志曾醒とその弟曾仲鳴などが勉学を兼ねて同行した。この生活のなかで長男の汪文嬰が1913年、長女の汪文惺が1914年、それぞれフランスで生まれている。
フランス留学中の汪は、アナーキズムの影響の下、蔡元培・呉稚暉・李石曽らとともに「教育救国」の活動にも携わった。アナーキズムは、権力機構や法律に依拠しない相互扶助の社会を目指しており、自立と友愛の精神に満ちた人びとの自発的な結合をその前提としているが、そこから教育の重要性が導かれる。言論や出版の自由を通して、国民の意識を変え、思想を変えることに大いなる意義を感じていた汪は、「教育救国」活動の一環として、各種の雑誌を発行し、在仏中国人学生のための互助会を組織し、また、中仏リヨン大学の設立にも尽力した。
「修養の時代」にあっても、汪は何度か中国に帰国している。中国同盟会に他の諸党派を合流させ、議会政党とすべく組織された国民党の生みの親である宋教仁が、1913年に袁派の刺客によって暗殺されてから第二革命失敗までの期間、第一次世界大戦中の1915年には日本による対華21か条要求を受諾してから袁世凱が皇帝に推戴される年末までの期間、それぞれ数か月間は中国に滞在した。なお、第二革命失敗後の孫文は日本に亡命し、1914年6月、東京にて中華革命党を結成した。反袁勢力が結集し、第三革命と呼ばれる武装蜂起が各地で起こるなか、袁世凱は1916年6月に死去し、その後の中国は軍閥が割拠する情勢となった。

#### 帰国
1916年、外遊中の汪は当時、広東省で革命軍を指導していた孫文に招かれ、1917年1月には長い旅行を終えてシベリア経由で帰国した。孫文は1917年7月中旬に「護法」（1912年3月の臨時約法を守る、の意）を宣言して護法運動が始まった。8月には旧国会議員を広州に招き、定足数に満たないまま「国会非常会議」（護法国会）を発足させて、広州に広東軍政府を樹立することを決議した。同年9月、孫文はみずから大元帥に就任して広東に軍政府を発足させたが、汪はこれに孫文側近として協力し、「最高顧問」という肩書で活動した。ただし、汪は孫文と行動を共にしながらも「官職に就かない」というモットーを守り、広東政府から秘書長への就任要請があっても固辞している。
1919年1月、第一次世界大戦終結にともなうパリ講和会議に際しても、広東政府が同会議に政府代表を送ると決定し、汪に代表への就任を要請されたが、これを固辞し、個人（民間人）の資格で出席した。なお、この年の5月4日、新文化運動を背景とした抗日学生や労働者による五・四運動が北京で起こり、これを機に孫文は従来の愚民的な民衆観を改め、共産主義者とも接触するようになった。汪の渡欧していた1914年に設立していた中華革命党を改組して、1919年10月に孫文が中国国民党を結党した。翌1920年、汪夫妻には次女の汪文彬が生まれている。

#### 政治の表舞台へ
1921年、汪兆銘は広東省教育会会長の就任を承諾し、ようやく政治的役職に就いた。これを機に、汪の長い「修養の時代」は終わり、これより政治の表舞台に立つこととなる。しかし、孫文の広東政府は1922年6月、直隷派と内通していた広東軍閥の陳炯明の反乱により瓦解した。孫文は命からがら上海に脱出し、また、同盟会以来の盟友が起こした反乱であったため、失敗や裏切りには慣れていたはずの孫文も意気阻喪した。孫文にとって、そこから再起する方策が「連ソ・容共」の路線であった。なお、1922年には三女の汪文恂が生まれている。
1923年1月、孫文はソビエト連邦政府代表アドリフ・ヨッフェとともに「中国にとって最も緊急の課題は民国の統一と完全なる独立にあり、ソ連はこの大事業に対して熱烈な共感をもって援助する」との共同宣言を発し、「連ソ・容共」路線を鮮明にした。同年3月、孫文は北京政府に反対する地方政権、広東大元帥府を組織した。ソ連は、政治顧問としてコミンテルン活動家のミハイル・ボロディンを、軍事顧問としてヴァシーリー・ブリュヘル（通称ガレン）らを送って広東政府を援助した。
孫文・ヨッフェ共同宣言では、ソビエト制度は中国に適合しないと言及されていたにもかかわらず、両者は思想的な差異を認めたうえで連合し、一方、党レベルでは「容共」つまり、中国国民党が上位に立ったうえで中国共産党を受け容れる「党内合作」の方法が採用された。すなわち、全共産党員が同時に個人の資格で国民党に加入し、二重党籍をもつというかたちである。中国共産党はこれに反対したが、コミンテルンはその方式を押し切った。こうして第一次国共合作が成立した。ただし、孫文の「赤化」を懸念する声が党の内外から上がった。
汪兆銘は当初、孫文の推し進める国共合作には消極的だったといわれる。かれは、急進的な民族主義者として孫文にしたがい、国民党左派を率いて反帝国主義運動を積極的に推し進めた一方、アナーキズムの影響もあってマルクス主義を奉じるソビエト連邦や中国共産党に全面的な信頼を寄せることができなかったのである。
この年の6月、汪夫婦にとっては革命の同志であり、ともにヨーロッパで学んだ方君瑛（汪の腹心曾仲鳴の夫人方君璧の姉）が自殺している。彼女は、ボルドー大学で数学を学び、中国人女子留学生として初の博士号を取得した才女であった。また、同年9月には学校設立のために在米華僑から募金を集めるためアメリカ合衆国に渡った汪夫妻が、その地で次男をもうけたが、1か月足らずで肺炎のため亡くしてしまった。
1924年（民国13年）1月、広州でひらかれた中国国民党第一回全国大会では、ソ連の制度を模倣した中央執行委員会の体制がつくられた。中央執行委員は総員24名で、汪兆銘・胡漢民・廖仲愷などのほか、李大釗ら3名の共産党員が含まれていた。また、中央執行委員候補17名中、共産党員は毛沢東ら7名に及んだ。汪は、孫文の個人的連絡係のほか、国民党中央執行委員会委員・宣伝部長の要職につき、胡漢民とともに党の双璧となった。
汪はこのころ、覇権主義的な姿勢を強めた日本を「中国の災難、世界の不幸」とみなすようになり、「我々に残された唯一の道は、日本に抵抗することである」と述べ、日本に対して強い敵愾心をいだくようになっていた。汪兆銘は、国民党にあっては孫文直系の位置にあり、配下の有力者である陳公博・周仏海は共に中国共産党の設立に関わった。
党の改組と同様に重要なのは、党の軍隊の創設である。陳炯明の反乱を教訓に、孫文はソ連の赤軍のように思想的に武装した党軍（国民革命軍）の必要性を痛切に感じており、廖仲愷を党代表に選び、1924年5月、蔣介石を黄埔軍官学校準備委員長に命じた。蔣をこの学校の校長にと強く推薦したのは汪の妻の陳璧君であった。なお、汪は、5月3日の開校式に出席し、講演をおこなっている。
一方、北方では、袁世凱亡き後の北京政府の実権を握っていた北方軍閥の巨頭段祺瑞が、日本における原内閣の成立によって後ろ盾を失い、競争者である直隷派と争って敗れ、いったん失脚した。ところが直隷派軍閥の曹錕が旧国会議員を買収して大総統となったことで国民の顰蹙を買って大混乱となり、張作霖率いる奉天軍が北京に入城したものの民心が服さず段祺瑞の再出馬を要請するという事態が生じた。
段祺瑞は広東にあった孫文を招請した。1924年11月、孫文は北上宣言を発し、汪をともなって日本汽船に乗り込み、北京入りして提携を模索したが、途中日本に立ち寄っている。しかし、日本政府は「赤化」した孫文の東京入りを許さなかった。このとき、孫文は神戸の高等女学校で「大亜細亜主義」の講演を行っている。このなかで孫文は、日本は功利と強権をほしいままにする「西洋覇道の番犬」となるか、それとも公理に立った「東洋王道の牙城」となるかを聴衆に問いかけ、中国のみならず全アジア被抑圧民族の解放に助力することがアジアで最初に独立と富強を達成した日本の進路ではないかと訴えた。しかし、この講演は孫文最後のものとなった。北京に着くや彼は肝臓癌で入院してしまったのである。
汪兆銘は、1925年3月の孫文の死去に際しては、「革命尚未成功、同志仍須努力 （革命なお未だ成功せず、同志よって須く努力すべし）」との一節で有名な遺言（総理遺嘱）を記した。汪はこれを、病床にあった孫文から同意を得たと伝えられており、蔣介石の義兄にあたる宋子文、孫文の子息孫科、呉稚暉、何香凝らが証明者として名を連ね、遺書には汪兆銘が「筆記者」として筆頭に記されている。

### 対立と協力をくり返した両雄：汪兆銘と蔣介石
1925年7月1日、広州では広東軍政府の機構が再編され、国民党（一期）三中全会で国共合作の中華民国国民政府（広州国民政府）が正式に成立した。汪兆銘は政府主席を務め、財政部長には孫文の片腕となって国民党改組を推進した党内左派の廖仲愷が就任した。また、工人部、農民部などの省庁も設けられ、その責任者には国民党籍も持つ共産党員が任命された。政治顧問にはボロディンが、軍事顧問には同じくソ連のブリュヘル（ガレン）が就き、ソビエト連邦からの緊密な支援関係が構築されていた。ところが、同年8月20日、廖仲愷が暴徒によって暗殺され、その暗殺事件に従兄弟がかかわっていたとして胡漢民が自ら国民党内の役職から退いた。このとき、蔣介石は左派に与し、胡漢民を一時監禁している。
こうして、いったん右派勢力は後退したものの、11月には再び台頭してくる。戴季陶・張継・林森・居正ら古参国民党員の一部が、北京郊外の西山碧雲寺に集まり、四中全会の名で共産党員の国民党籍を剥奪、ボロディンの解職、汪兆銘の6か月間の党籍剥奪などを公然と決議した（西山会議派）。もとより、左派はこれを容認せず、ただちに西山会議で決議された諸事項の無効を宣言した。
1926年1月の国民党第2回全国代表大会では、汪兆銘は他者をおさえて中央委員第一位に当選した。汪は国民政府主席兼軍事委員会主席の地位に就き、名実ともに国民党の指導者となった。なお、当時の蔣介石はまだ軍事委員会委員で黄埔軍官学校の校長にすぎなかった。

#### 広州国民政府時代の容共路線
汪兆銘が主席を務める広州国民政府は、国民党右派を排除したもので、毛沢東ら中国共産党の党員も参加していた。なお、共産党中央委員候補であった毛沢東を国民党中央宣伝部長代理に任命したのは汪であった。共産党の李大釗、孫文未亡人宋慶齢、廖仲愷未亡人の何香凝がそれぞれ中央委員に選ばれ、広州国民政府こそが孫文の正統な後継者であるという形が示された。
広州政府はまた、列国からの承認は得なかったものの、国民党が直接掌握し、政治・軍事・財政・外交を統括する機関として、来たるべき全国統一政権の規範となるものであった。汪を委員長とする政府は、上海で起こった五・三〇事件とそこから派生した香港海員スト（省港大罷工）を支援したことにみられるように民主的・反帝国主義側面をもっており、広州を国民革命の拠点とすることに成功したのである。
しかし、国共両党間の主導権争いがつづく情勢のなか、1926年3月20日、蔣介石が戒厳令を布き、共産党員を逮捕し、ソビエト連邦顧問団の住居と省港ストライキ委員会を包囲する中山艦事件（三・二○事件）を起こすと、汪蔣間の対立が激化した。これは、軍艦中山艦の動静をみた蔣介石が、共産党側によるクーデタ準備ではないかと疑念をいだいて起こしたものであった。この事件によって、蔣は国民政府連席会議において軍事委員会主席に選ばれ、党や軍における権勢を拡大させた。汪は蔣介石の越権行為を不服とし、病気を理由に自ら職責を辞任してフランスに外遊した。しかし、これを機に国民党内における蔣介石と汪兆銘の立場は逆転し、その一方で共産党の活動は大きく制限されることとなった。
1926年7月、蔣介石はみずから国民革命軍総司令となって、いわゆる「北伐」を開始した。蔣を中心とする新右派は共産党抑圧を図ったが、共産党が蔣に譲歩して北伐に同意した。また、すでに軍権を掌握した蔣介石は政権をも握ろうとして江西省南昌への遷都を図ったが、反蔣の左派と共産派はこれに抵抗し、1927年1月、湖北省武漢への遷都を強行した。そして、武漢国民政府の第二期三中全会で総司令職を廃して蔣介石を一軍事委員に格下げし、国民党と政府の大権を汪兆銘に託して蔣介石に対抗しようとした。

#### 容共から反共へ－武漢国民政府時代－

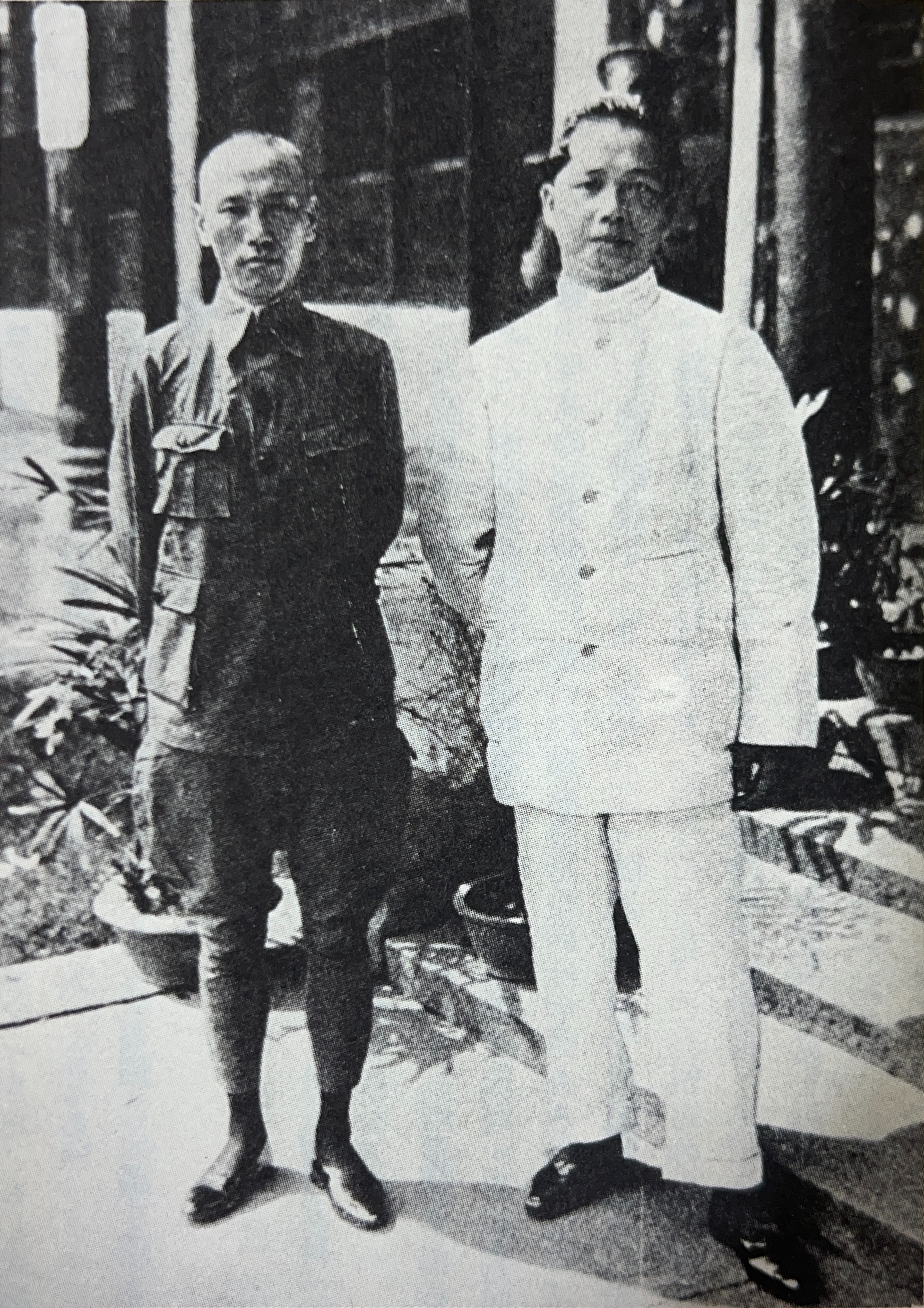
蒋介石と並び立つ汪兆銘（1927年）

党・軍での権力を確立したかにみえた蔣介石であったが、それまで党内業務に関係していなかった蔣が共産党員も内部にかかえた党を取り仕切るのは困難で、1927年3月、蔣は汪兆銘にフランスからの帰国を要請した。
国民党左派と共産党は、3月で武漢でひらかれた国民党第二期第三回中央委員会で優位を確保したのに対し、蔣介石ら国民革命軍主流は、上海財界の支持を背景として林森ら国民党西山会議派とも提携して、これに対抗した。
蔣の招電に応じて4月1日にソ連経由で上海に到着し、再帰国した汪は、中央常務委員、組織部長に返り咲いた。汪兆銘と蔣介石は上海で会談したが、汪は蔣の国共合作解消の要求には応じず、代わりに国民党の中央全体会議を開催することにより、左派・共産党と蔣介石勢力との間の対立を調停すべきことを提案した。しかし、結局、蔣介石と共産党との調停には成功しなかった。汪は一方で中国共産党との話し合いに入った。
4月5日、汪兆銘は共産党の中心人物である陳独秀とともに「中国国民党の多数の同志、およそ中国共産党の理論およびその中国国民党に対する真実の態度を了解する人々は、だれも蔣総理の連共政策をうたがうことはできない」との共同声明（汪・陳共同声明）を発表した。この声明は、汪が国民党内でも蔣とのあいだに路線対立があることをなかば認め、共産党は汪との協力のもとで蔣排斥の立場にあることを示唆しつつ、蔣が容共政策を採ることを求めるという内容であった。
汪が上海から武漢に向かった直後の4月12日、蔣介石は汪が当てにならないと判断し、反共クーデター（上海クーデター）を断行し、共産党弾圧に乗り出した。蔣介石と李宗仁の軍が、共産党系の労働団体である上海総工会の武装行動隊を武装解除し、流血の惨事となったのである。これは、3月に南京入城を果たした国民革命軍が日本やイギリスの領事館、アメリカ系の大学などに侵入して略奪や暴行をはたらいた南京事件の背後に、反帝国主義を掲げる中国共産党やソ連人顧問の暗躍があると蔣が判断し、危惧したために引き起こされたといわれている。
武漢国民政府は、即座に蔣介石をすべての職務から解任し、国民党からも除名した。しかし、4月18日、蔣介石は江蘇省南京に反共を掲げる新しい国民政府（主席は胡漢民）を組織し、共産党の影響の強い武漢国民政府から離脱した。蔣は、国民党内から共産党員やその同調者、国民党左派などを摘発し、逮捕ないし殺害する「清党運動」を広げていった。
汪兆銘は武漢政府に残り、蔣介石逮捕令を発した。ところが4月下旬、武漢の漢口埠頭には英米日仏伊などの軍艦計42隻が揃い、武漢政府に威圧を加えた。武漢駐在の外国企業は活動を停止し、企業家たちは武漢を離れ、政府は破産状態に陥りかけた。
こうしたなか、6月1日、ヨシフ・スターリンからの新しい訓令が中国在留コミンテルンのインド人革命家マナベンドラ・ロイのもとにもたらされたことを契機として、汪も変心する。ロイはこの秘密電報を汪兆銘に示し、訓令の承認をせまったが、その内容は「革命法廷」を設けるなど、内政干渉の度合いがきわめて強く、中国の主権を大きく侵害し、私有財産を否定する内容だったのである
。
中国における革命運動の激化は、かえって汪兆銘に共産党への強い警戒心を植え付けさせ、反革命の立場に立たせることとなった。汪は7月に入って共産党と絶縁することを決意し、武漢にて「分共」（=清党）工作を進めた。7月13日、共産党はコミンテルンからの指示もあって武漢政府から退去し、7月15日、中国国民党は共産党批判を行い、従来の容共政策の破棄を宣言して、3年半におよぶ第一次国共合作はここに崩壊した。
「反共産党」の立場で汪と蔣の意見が一致したことから、武漢政府と南京政府の再統一がスケジュールにのぼり、1927年8月、蔣介石が一時的に下野することを条件に両政府は合体することとなった。こうしたなか、孫文未亡人の宋慶齢のみは国民党のなかにあって容共路線の継続を主張し、ソビエト連邦に亡命した。蔣介石は渡日し、田中義一首相らと会談する一方、宋慶齢の妹宋美齢との結婚話を進めた。1927年9月、武漢政府は瓦解し、南京国民政府に合流した。

#### 南京国民政府と反蔣運動

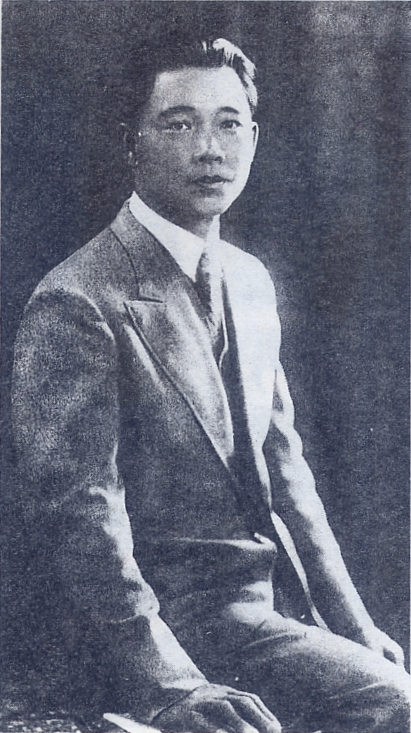
1930年頃の汪兆銘

汪兆銘は南京の新政府で、国民政府委員、軍事委員会主席団委員等の地位に就いた。汪ら左派は再統合の主導権を握るために、旧西山会議派など右派の支配下にある国民党中央特別委員会の解散を要求したが、受け容れられなかった。そこで汪は抗議の意を込めて国民政府の役職を辞任し、他の左派要人とともに広州に赴いた。しかし、その広州では左派を支持する張発奎の軍が国民党中央特別委員会を支持する軍を襲撃する事件が発生し、中央特別委員会は、これは左派が共産党と内通して起こしたものだと喧伝した。
さらに広州では、1927年12月11日の中国共産党によって広州蜂起（広東コミューン事件）が引き起こされる。これは共産党の葉剣英らが指導し、張発奎軍の一部を離反させて武装蜂起し、蘇兆徴を主席とするソビエト政府を樹立した事件である。これもまた、右派にとっては汪ら左派が共産党と内通しているとの格好の宣伝材料となった。汪兆銘は右派による敵視も含め、政治混乱を招いた責任をとるとして政界からの引退を表明、翌1928年、フランスに旅立った。
1928年1月、機能不全に陥った国民党からの復職要請を受けた蔣介石は再び国民革命軍総司令に復活した。2月には国民党第二期四中全会が開かれ、国民革命軍委員会主席となり、3月には中央政治会議主席に就任した。軍・政の実権を掌握した蔣介石は、4月に北伐の再開を宣言し、国民革命軍を蔣介石・馮玉祥・閻錫山・李宗仁の4つの集団軍に再編した。6月8日、国民革命軍（北伐軍）は逃亡した北洋軍閥軍に代わって北京入城を果たした。北伐にひとまず成功して中国統一を成し遂げた蔣介石であったが、やがて国内では、独裁の方向に動き出した蔣と、その動きに反発する反蔣派との対立が顕著になった。祖国を離れた汪兆銘は情報にうとくなり、その影響力も以前より低下した。
1928年10月、国民党は中央常務委員会をひらき、立法・行政・司法・監察・考試の五院を最高機関とし、民衆運動を制限して「訓政」による一党独裁政治をおこなう南京国民政府を正式に発足させ、蔣介石が主席となった。12月には、6月の張作霖爆殺事件によって日本への憤懣をつのらせていた満洲の張学良も蔣介石の陣営に加わり、これ以降、中国全体を代表する唯一の中央政府となった。
しかし、この政府は反面では新軍閥の不安定な連合にすぎなかった。実際、軍の中央集権化に抵抗して広西派の軍閥李宗仁・白崇禧が反旗を翻したのを皮切りに、閻錫山・馮玉祥・張発奎をはじめとして各地で大規模な反蔣運動が起こった。
一方、汪兆銘の立場に近いのが民衆運動の推進など国民党改組時の方針の継承を強く主張する陳公博らの左派（改組派）で、雑誌『革命評論』などを発行して青年党員への影響は大きかったし、その一方では右派の旧西山会議派や胡漢民・孫科らの広東派といったグループも無視できない力を有しており、蔣介石の優位は必ずしも絶対ではなかった。共産党の毛沢東は湖南で農民革命の指導に取りかかっていた。
こうした不穏な情勢のなか、1929年から1930年にかけて、4度にわたって反蔣戦争が起こったのであった。改組派は、このうちの第一戦では傍観の姿勢を崩さなかったが、第二戦では反蔣の立場を鮮明にして汪兆銘待望論を唱えた。外遊していた汪は反蔣派から出馬を請われ、1929年10月、ひそかにフランスから香港に戻り、権力の回復に努め、第三戦では積極的に関与した。1930年2月に勃発した第四戦は壮絶な戦いとなった。

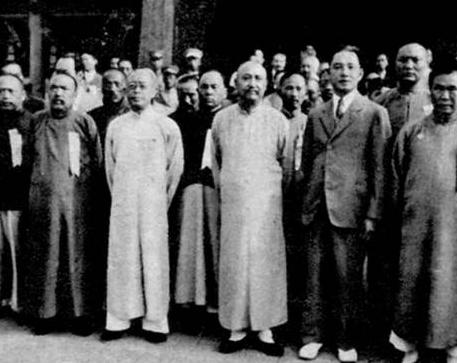
汪兆銘と閻錫山（1930年9月9日）

1930年9月、北平（北京）で閻錫山を主席とする新国民政府が樹立され、各地の反蔣の政客がぞくぞくと北平に集まった。ここに集まったのは、政治的には極左から極右までを含む雑多な人びとであった。そのなかに汪兆銘のすがたもあったが、折しも、この年の5月より蔣介石率いる中央政府軍とのあいだで中原大戦と呼ばれる大規模な内戦が生じ、最終的に張学良の東北軍が中央政府側に立ったこともあって、北平の国民政府は戦局の不利を悟って下野を表明し、政権は瓦解した。汪兆銘は、蔣介石派によるファシズム色の強い「訓政時期約法」（1929年綱領確定、1931年制定）に対し、民主的な約法として「太原約法」の制定をはかったが反蔣連合の敗北とともに頓挫した。汪は国民党から除名処分を受けたが、この頃には、かつての国民党左派の指導者としての性格はだいぶ失われていた。また、当時の汪兆銘を評して「鵺的」とする見解もある。
汪はその後も反蔣運動をつづけ、しばらく香港に蟄居したのち、1931年5月、反蔣派（広東派）の結集する広東臨時国民政府に参画した。南京政府には蔣介石・宋子文・張静江ら浙江財閥を背景にした一派が集い、広東政府には汪のほか、孫科・林森・許崇智・唐紹儀ら反蔣勢力が集まり、広西派の軍人も反蔣介石の動きを強めた。

#### 満洲事変と蔣汪合作政権
1931年（民国20年）9月18日、柳条湖事件を契機として満洲事変が起こると、汪は再び蔣の南京政府と協力して日本に対峙する方針に転じた。蔣介石は急遽南昌から南京に帰り、汪兆銘らの広東臨時国民政府に対し、一致して国難に対処することを提唱し、妥協を申し入れた。その結果、9月28日から29日にかけて、南京政府は陳銘枢・張継・蔡元培、広東政府は汪兆銘と孫科が参加して香港で会議を開き、蔣介石が下野を声明すると同時に広東政府も独立を取り消すという通電を発し、そのうえで統一会議を開いて新たに統一政府を組織することで合意した。

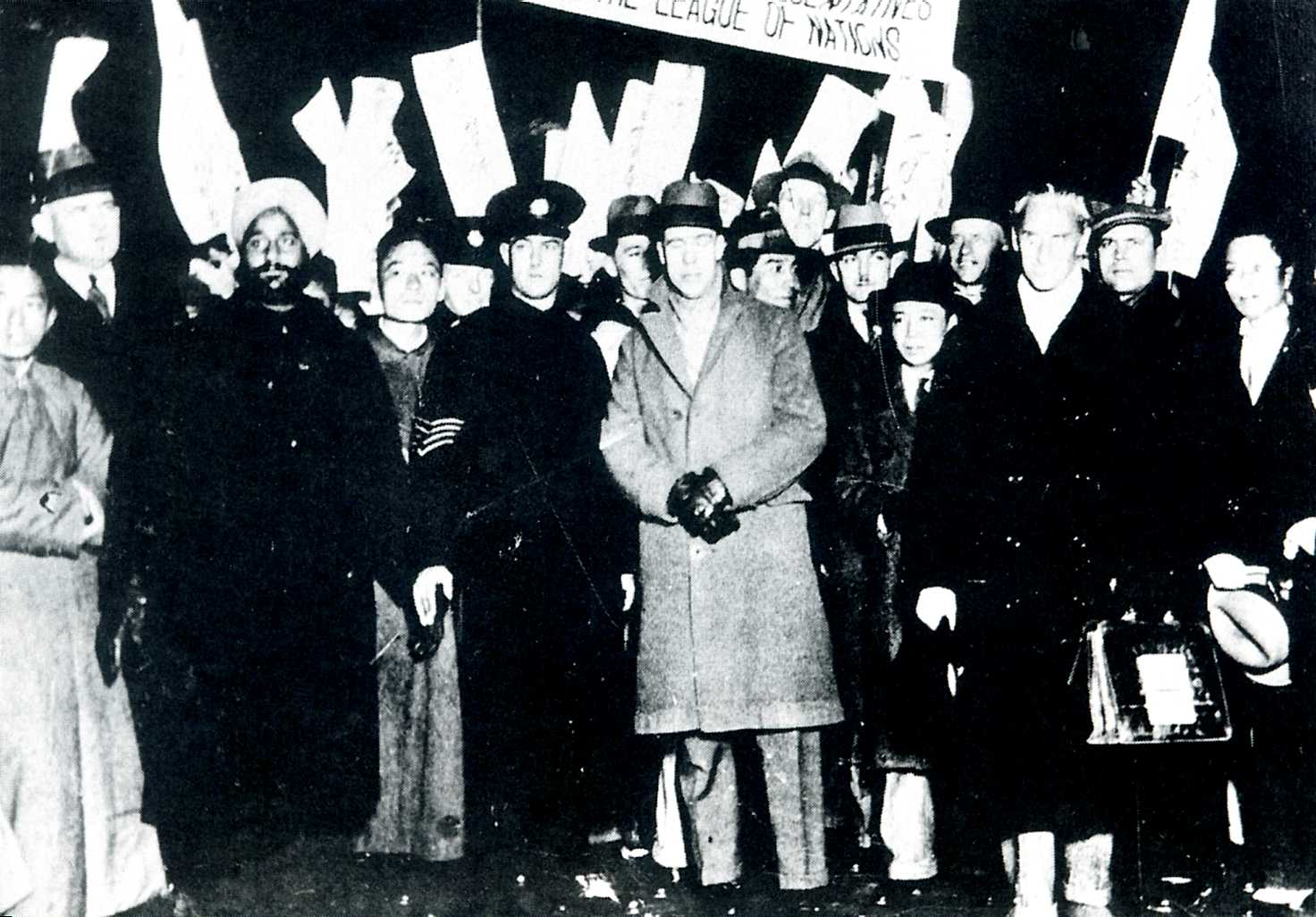
上海に到着したリットン調査団一行

1932年1月1日、孫科を行政院長とする南京国民政府が成立した。しかし、日本は中国に対し抗日団体の解散を要求し、それに対して抗日団体側は排日ボイコットのみならず対日国交断絶と宣戦を要求し、弱体な孫科内閣はそれを受けて対日断交と宣戦布告を敢行しようとした。アメリカ合衆国のヘンリー・スティムソン国務長官は、上海でのこうした動きを危惧し、対日断交に強く反対していた蔣介石の政権復帰を望んだ。より穏健な蔣介石の政権復帰を望む点では日本も同じであった。排日ボイコットに関しては、アメリカはこれを支持し、イギリスはむしろ日本を支持し、抑制すべきとの立場であった。
国内的には蔣介石派の抵抗・牽制により行政能力を失い、日米英いずれからも忌避された孫科政権は1か月足らずで瓦解した。孫科は1月23日に南京を去り、25日に上海で辞意を表明した。
南京国民政府中央政治会議は、1月28日、汪を後任の行政院長に選び、鉄道部長も兼ねさせた。外交部長には羅文幹、財政部長には孔祥熙が就任し、蔣介石は軍事責任者として復帰した。蔣汪合作政権の成立である。これは、蔣介石派が中心となり、それを汪兆銘派が緊密に協力するというかたちをとっており、汪は蔣介石には軍事をまかせ、みずからは政務を分担した。蔣汪合作政権はこの日より1935年11月の汪兆銘狙撃事件までつづくことになるが、皮肉なことに、この1月28日には上海で第一次上海事変が勃発したのだった。
蔣介石は、これに対し、「世界平和のために暴力を否定する」と宣言するとともに長期抵抗の方針を示し、対日交渉を開始すると同時に河南省洛陽への遷都を決定した。汪兆銘は1月31日に蔣介石の方針を支持する講話を発表し、遷都は、日本の暴力に屈したのではなく、有効な抵抗を図るためであると国民に説明した。同時に、日本との国交断絶には断固として反対しており、この方針を「一面抵抗、一面交渉」と表現した。上海事変の停戦協定は、蔣介石率いる第十九路軍が善戦したことと汪兆銘を中心とする交渉が順調に行われたことにより、中国側に有利にはたらき、結果として日本軍が撤退した。
2月15日、汪はあらためて「一面抵抗、一面交渉」と題する講演を行い、対日方針を全面的に開示し、断交などをともなう過激な徹底抗戦主義も、戦わないで降伏しようとする敗北主義もともに間違いであるとして、両論を批判した。汪兆銘の考え方は、抵抗の裏付けがあってはじめて交渉も有効にはたらくというものであり、その点から張学良の無抵抗主義に反対し、張が兵を挙げないならば彼への財政的援助も打ち切ると言明した。各省の省長が割拠して中央の指令にしたがわないようでは国家としてのまとまりがつかず、国内統一がなされていない状態では抵抗も交渉も成り立たないというのが汪の考えであった。この年の3月、汪は、事変調査のために南京をおとずれたリットン調査団の一行と面会している。
汪兆銘は以上のような考えから無抵抗政策を掲げる張学良に圧力をかけ、北平綏靖公署主任を辞めさせたが、このとき蔣介石は張に救いの手を差し伸べている。蔣は張の取り込みを図ったのであるが、汪はこの措置に憤慨した。宋子文の財政政策にも不満をいだいていた汪は、8月5日、行政院院長を辞任して、2か月後に病気療養として渡欧した。
1933年3月、汪は帰国して行政院院長に復職し、外交部長をも兼任して対日交渉にあたった。3月26日、汪と蔣介石は「剿共」（全力で共産党を滅ぼす）を決定し、「安内攘外（まずは共産勢力をおさえて国内の安定を確保してから、外国に抵抗し、対等に和平を話し合う）」の基本方針を確認した。
同年5月、汪は関東軍の熱河作戦にともなう塘沽停戦協定の締結にかかわった。実際に協定を締結したのは華北政権であったが、これは汪や孫科の承認のもとに結ばれたのである。この協定は、実質的に満洲国の存在を黙認する要素を含んでいたが、これは汪の唱える「一面抵抗、一面交渉」方針の現れでもあった。しかし、抗日派による汪兆銘批判はいっそう激しさを増していった。1933年5月1日、汪兆銘は抗日の方が反共よりも重要であるという見方を批判し、もし、共産匪賊が勢いをえて長江流域まで侵してきたなら、いずれ中国は列強各国の管理下におかれ、日本による侵略よりもいっそう悲惨なことになるだろうと述べた。

#### 対日宥和路線と汪兆銘狙撃事件

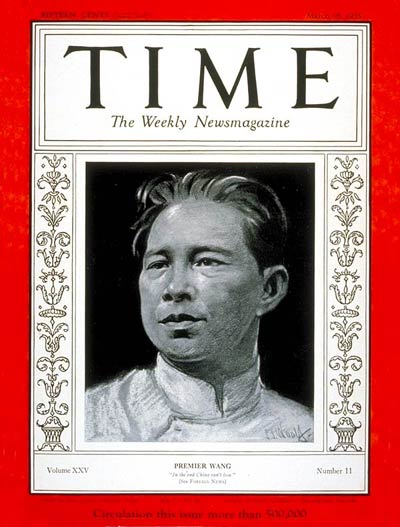
タイムの表紙を飾る汪兆銘（1935年3月18日号）

汪はその後も政府内の反対派の批判を受けつつ、「日本と戦うべからず」を前提とした対日政策を進めた。日本側からすれば、広田弘毅を外務大臣、重光葵を外務次官とする和協外交は、「日満支三国の提携共助」によって対中国関係の改善を進めて平和を確保しようとする方向性をもっていた。行政院長兼外交部長であった汪はこれに応じ、南京総領事の須磨弥吉郎に対し、満洲国の承認には同意できないまでも、赤化防止の急務を高調して中国国民に満洲問題を忘れさせる以外にないと語るまでに対日妥協姿勢を示した。
1935年11月1日、汪兆銘は、国民党六中全会の開会式の記念撮影の際、カメラマンによって狙撃された。汪は南京中央病院に搬送され、妻の陳璧君とのちに女婿となる何文傑はすぐさま駆けつけた。汪は2人に対し、「心配はいらない。死ぬほどのことではないから」と述べた。汪は耳の上、左腕、背中に3発の弾を受けたが急所は外れており、生命に別状はなかった。ただし、このとき体内から摘出できなかった背中の弾が、のちに骨髄腫の原因となり、汪の死期を早めたとされる。犯人は晨光通訊社の記者としてその場にいた孫鳳鳴で、第十九路軍の排長（小隊長）だった人物である。事態の急変のなかで、いち早く犯人に駆け寄って犯人を蹴り倒したのは張学良だった（汪は、これに感謝し、のちに張にステッキを送っている）。その後、汪の護衛兵が犯人を撃ち、ただちに捕らえたが、翌日犯人は死亡しており、背後関係は今もって謎のままである。汪の対日外交への不満が犯行動機とされている。
療養のため汪は、1936年2月にヨーロッパへ渡り、ドイツで療養を行い、ドイツ政府関係者とも交流を持って、翌1937年1月、中国に帰国した。この旅では、汪は陳璧君をともなっておらず、彼女に留守中の情報収集をまかせ、腹心の曾仲鳴を同行させた。また、この旅は、日本・中国・ドイツの反共同盟の可能性を探るのも目的のひとつであった。この間の対日交渉は蔣介石に委ねられたが、そのさなかの1936年12月12日、西安事件が起こっている。帰国前、汪兆銘は「安内攘外」の声明を発し、反共第一を主張した。しかし、西安で張学良に連行されたのちすぐに釈放された蔣介石は、すでに連共抗日路線に鞍替えしていたのであった。汪は、たび重なる外遊と反共主義によって党内の権威を失っていた。帰国した汪には国民党のポストはなかったのである。

### 日中戦争と汪兆銘工作
1937年（民国26年、昭和12年）7月7日の盧溝橋事件をきっかけに、日中戦争（支那事変）が始まった。徹底抗戦を貫く蔣介石に対し、汪は「抗戦」による民衆の被害と中国の国力の低迷に心を痛め、「反共親日」の立場を示し、和平グループの中心的存在となった。日本は、つぎつぎに大軍を投入する一方、外相宇垣一成がイギリスの仲介による和平の途を模索していた。しかし、宇垣工作は陸軍の出先や陸軍内部の革新派（統制派の前身）からの強い反対を受け、頓挫した。
11月20日、国民政府が南京から四川省重慶への遷都を通告し、一部部署は湖北省武漢に移転が図られた。12月13日、日本軍は国民政府の首都であった南京を占領した（南京戦）。翌14日には、日本軍の指導で北京に王克敏を行政委員長とする中華民国臨時政府が成立している。
このころのできごととして、汪兆銘が次女の汪文彬に、「いま、父が計画していることが成功すれば、中国の国民に幸せが訪れる。しかし失敗すれば、家族全体が末代までも人々から批判されるかもしれない。お前はそれでもいいか」と語ったというエピソードがある。
駐華ドイツ大使オスカー・トラウトマンを中心とするトラウトマン工作の失敗を受けた近衛内閣は、尾崎秀実による工作や軍部の強硬論の影響もあって、1938年1月に「今後は蔣介石の国民政府を交渉の相手にしない」という趣旨の近衛声明（第一次）を発表した。南京占領後、日中戦争は徐州作戦・武漢作戦・広東作戦を経て戦争は長期持久戦となっていった。
1938年3月から4月にかけて湖北省漢口で開かれた国民党臨時全国代表大会では、はじめて国民党に総裁制が採用され、蔣介石が総裁、汪兆銘が副総裁に就任して「徹底抗日」が宣言された。すでに党の大勢は連共抗日に傾いており、汪兆銘としても副総裁として抗日宣言から外れるわけにはいかなかったのである。一方、3月28日には南京に梁鴻志を行政委員長とする親日政権、中華民国維新政府が成立している。こうしたなか、この頃から日中両国の和平派が水面下での交渉を重ねるようになった。この動きはやがて、中国側和平派の中心人物である汪をパートナーに担ぎ出して「和平」を図ろうとする、いわゆる「汪兆銘工作」へと発展した。
その中心となったのは、当初、国民政府外交部アジア局日本課長の董道寧、南満州鉄道南京事務所長の西義顕、同盟通信社上海支局長の松本重治らであった。西、松本は董道寧の日本行きに賛成し、董道寧の日本でのスケジュールを陸軍参謀本部第八課長の影佐禎昭大佐に依頼した。1938年2月末、董道寧は西の部下である伊藤芳男を同行して来日し、影佐大佐と会った。影佐は、董道寧を時の参謀次長の多田駿中将、第二部長の本間雅晴少将、支那班長の今井武夫中佐らに紹介している。3月27日、董道寧、董道寧の上司高宗武、西、伊藤、松本の5人は香港で会談を行い、和平工作を進めた。
汪兆銘は、早くから「焦土抗戦」に反対し、全土が破壊されないうちに和平を図るべきだと主張していた。1938年6月、汪とその側近である周仏海の意を受けた高宗武が渡日して日本側と接触、高の会談相手には多田参謀次長も含まれていた。高宗武自身は日本の和平の相手は汪兆銘以外にないとしながらも、あくまでも蔣介石政権を維持したうえでの和平工作を考えていた。
1938年10月12日、汪はロイター通信の記者に対して日本との和平の可能性を示唆、さらにそののち長沙の焦土戦術に対して明確な批判の意を表したことから、蔣介石との対立は決定的なものとなった。日本では、11月3日に近衛文麿が「善隣友好、共同防共、経済提携」の三原則から成る「東亜新秩序」声明を発表していた（第二次近衛声明）。これは、日本が提唱する東亜新秩序に参加するならば、蔣介石政権であっても拒まないことを示しており、第一次声明の修正を意味していた。一方、陸軍参謀本部の今井武夫によれば、汪は11月16日の蔣との話し合いで、蔣政権からの離脱を決心したと伝えられる。

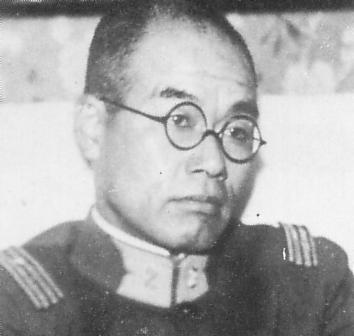
影佐禎昭

11月、上海の重光堂において、汪派の高宗武・梅思平と、日本政府の意を体した参謀本部の今井・影佐との間で話し合いが重ねられた（重光堂会談）。11月20日、両者は「東亜新秩序」の受け入れや中国側による満洲国の承認がなされれば日本軍が2年以内に撤兵することなどを内容とする「日華協議記録」を署名調印した。そして、日華防共協定がむすばれるならば、日本は治外法権を撤廃し、租界返還も考慮するとされたのである。
この合意の実現のため、汪側は、「汪は重慶を脱出する。日本は和平解決条件を公表し、汪はそれに呼応する形で時局収拾の声明を発表し、昆明（雲南省）や四川省などの日本未占領地域に新政府を樹立する」という計画を策定した。汪兆銘は、このまま戦争が長引けば必ずや亡国に至るであろうと判断して重大な決断を下したのであるが、それでもなお、最終的な調印条件がもたらされた後になって、急にこれまでの決定をすべて覆して検討したいと述べるなど、その決断には大きな動揺をともなった。なお、日本軍の南京占領以降も南京に住んでいた妻の陳璧君は曾仲鳴の用意した小さな軍艦で重慶にうつり、金陵大学（現、南京大学。当時は四川省成都に疎開）を卒業した何文傑もまた陳璧君の誘いに応じて重慶の汪兆銘のもとに集まった。
12月18日、汪はついに重慶からの脱出を決行した。行動をともにしたのは、陳璧君、何文傑、腹心の曾仲鳴、末端秘書の陳常燾、ボディガードの連軒であった。脱出にあたって汪は、蔣介石にあてて長文の書簡をしたためたが、その末尾には「君は安易な道を行け、我は苦難の道を行く」と書かれていた。汪の一行は、重慶から昆明に向かい、雲南省政府主席の竜雲と協議の場をもった。重光堂の会談では、汪が重慶を脱出したら、竜雲の雲南軍がまず呼応することになっており、竜雲自身もまた汪の和平工作に大きな期待をかけていた。しかし、結果として竜雲は汪一行の脱出に便宜をあたえたにとどまった。
汪一行は昆明に1泊し、12月20日、仏領インドシナの首府ハノイに着いた。周仏海は、昆明で汪一行に合流し、ともにハノイに渡った。陳璧君の弟陳昌祖は昆明の空港で働いていたが、のちにハノイに移った。竜雲は、蔣介石に対し、汪のハノイ行きを正直に打電している。汪らの脱出に前後して、陶希聖・梅思平らの汪グループなど総勢44名がそれぞれ重慶から脱出した。

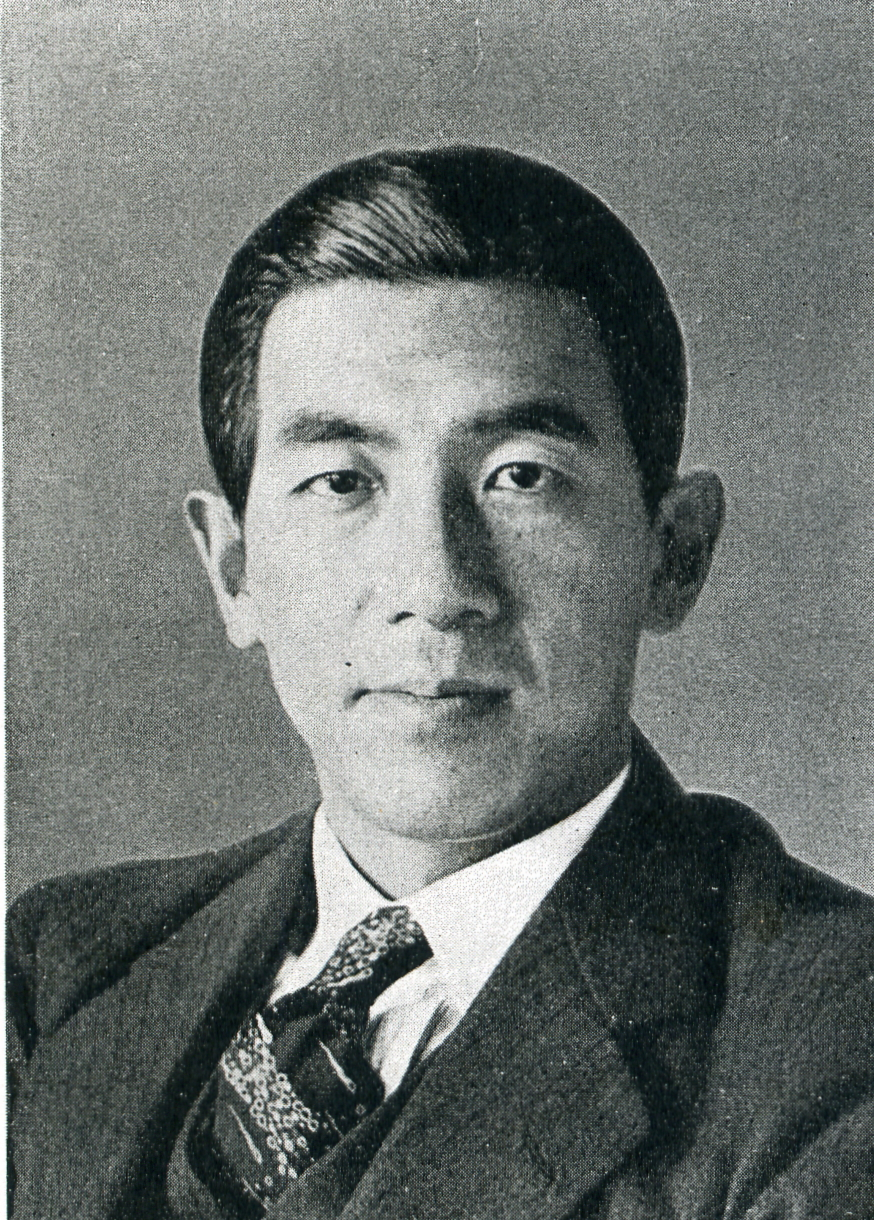
犬養毅の三男、犬養健

しかし、汪グループにとって期待外れだったのは、昆明の竜雲はじめ、四川の潘文華、第四戦区（広東・広西）の司令官張発奎将軍などの軍事実力者たちが、誰ひとりとして汪の呼びかけに応じなかったことである。さらに打撃だったのが、12月22日、汪の脱出に応える形で発表された近衛声明（第三次近衛声明）である。声明は、汪と日本側の事前密約の柱であった「日本軍の撤兵」には全く触れておらず、日中和平に尽力した西や松本、衆議院議員の犬養健らを嘆かせ、汪グループもこれに強い失望をいだいたのであった。
1938年12月29日、汪は通電を発表し、広く「和平反共救国」を訴えた。これは、韻目代日による「29日」の日付をとって「艶電」と呼ばれる。ここで汪は「もっとも重要な点は、日本の軍隊がすべて中国から撤退するということで、これは全面的で迅速でなけらばならない」と述べ、それ以前の日本側との交渉内容を踏まえ、約束の履行を求めたものではあったが、汪に続く国民党幹部は決して多くなく、日本軍撤退もなかった。
1939年1月1日、国民党中央執行委員会、中央監査委員会は重慶で連合会を開催。蒋介石は汪に対して警告を発するにとどめることを主張したが、出席者の大半は汪兆銘の除名を求め、結果的に汪の国民党籍永久剥奪と官職剥奪が決議された。汪は、除名は違法であり、国民政府の反省を促す声明を発表したが覆ることはなかった。一方、日本では1939年1月、近衛文麿が突然首相を辞任し、汪の構想は完全に頓挫してしまった。当初の構想に変更を余儀なくされた汪は、しばらくそのままハノイに滞在した。1939年2月26日、長女汪文惺と何文傑の結婚式がハノイのメトロポリタンホテルでひらかれている。
この年の3月21日、暗殺者がハノイの汪の家に乱入、汪の腹心であった曽仲鳴を射殺した。蔣介石が放った刺客は汪を狙ったが、たまたま当日は汪と曽が寝室を取り替えていたため、曽が身代わりに犠牲になったものだった。これに先だって、汪兆銘の甥（姉の息子）で民兵と深いつながりのあった沈次高が蔣介石一派により暗殺され、汪兆銘派の首脳で宣伝を担当していた林柏生も香港で暴漢に襲われた。
汪兆銘は、3月28日付の雲南省と香港の新聞に、和平工作は汪個人の主張ではなく、本来的に蔣介石の了解事項であったことを訴えた。トラウトマン工作についても、汪のみならず蔣も和平案を認め、納得していたことを暴露したうえで、政権内で工作するわけにはいかないから、汪があえて政権外に出て政府の意思の実践に着手したのであり、その彼を裏切り者呼ばわりするのはまことに不当であると批判した。
日本側は、ハノイが危険であることを察知し、汪を同地より脱出させることとした。陸軍大臣板垣征四郎は、汪兆銘の意思を尊重しつつ安全地帯に連れ出すことを命令し、これを受けた影佐禎昭は陸軍のみならず関係各省の合意が必要であると主張して、須賀彦次郎海軍少将、外務省・興亜院からは矢野征記書記官、国会議員の犬養健らを同行させることを条件に、この工作に携わった。山下汽船北光丸に乗り込んだ影佐らは4月14日に仏領インドシナのハイフォンに入港し、秘密裏にハノイの汪に接触した。4月25日、汪はハノイを脱出してフランス船をチャーターしてトンキン湾を北上、汕頭沖で北光丸に乗り換えて5月6日に上海に到着した。
この頃、次女の汪文彬（1938年に上海の大同大学付属高中を卒業）は、医学を学ぶため香港に向かっていたが、藍衣社（蔣介石政権側の秘密結社）によって危うく誘拐されかけた。そのため、汪兆銘は汪文彬を日本に送り、帝国女子医学専門学校（現、東邦大学医学部）で医学を学ばせることとした。
吹っ切れた汪兆銘は蔣介石との決別を決意した一方、蔣介石は、汪の和平工作に反対して「徹底抗戦」を訴えるとともに竜雲・李宗仁・唐生智といった、かつて汪兆銘に親しかった人物の切り崩しを工作した。ここに至って、両者は修復不能な関係に陥ったのである。

### 新国民政府の成立
一時は新政府樹立を断念していた汪だったが、ハノイでの狙撃事件をきっかけに、「日本占領地域内での新政府樹立」を決意するに至った。これは、日本と和平条約を結ぶことによって、中国・日本間の和平のモデルケースをつくり、重慶政府に揺さぶりをかけ、最終的には重慶政府が「和平」に転向することを期待するものだった。汪兆銘は影佐に対し、新政府を設置しても自分は政権に執着しないと述べており、蔣介石に百歩譲ってでも基本的に中国を二つに割りたくないこと、戦火による民衆の犠牲をできるだけ避けたいことを訴えている。

南京国民政府国旗

上海に移った汪は、ただちに日本を訪問し、新政府樹立への内諾を取り付けた。
5月31日、汪と彼の配下であった周仏海、梅思平、高宗武、董道寧らは神奈川県横須賀市の海軍飛行場に到着した。日本側は、板垣征四郎が汪兆銘政権が青天白日満地紅旗を用いることに難色を示し、これに対しては汪兆銘側にとっても譲れないところであったので、青天白日旗に「和平 反共 建国」のスローガンを書き入れた黄色の三角旗（瓢帯）を加えて和平旗とすることで折り合いがついた。
また、日本側は北洋軍閥の呉佩孚を加えて汪・呉の合作による和平工作とすることも検討し、土肥原賢二中将もこれを呉に打診したが、呉からは合作の条件として日本軍撤退を持ち出され、この案は立ち消えとなった。

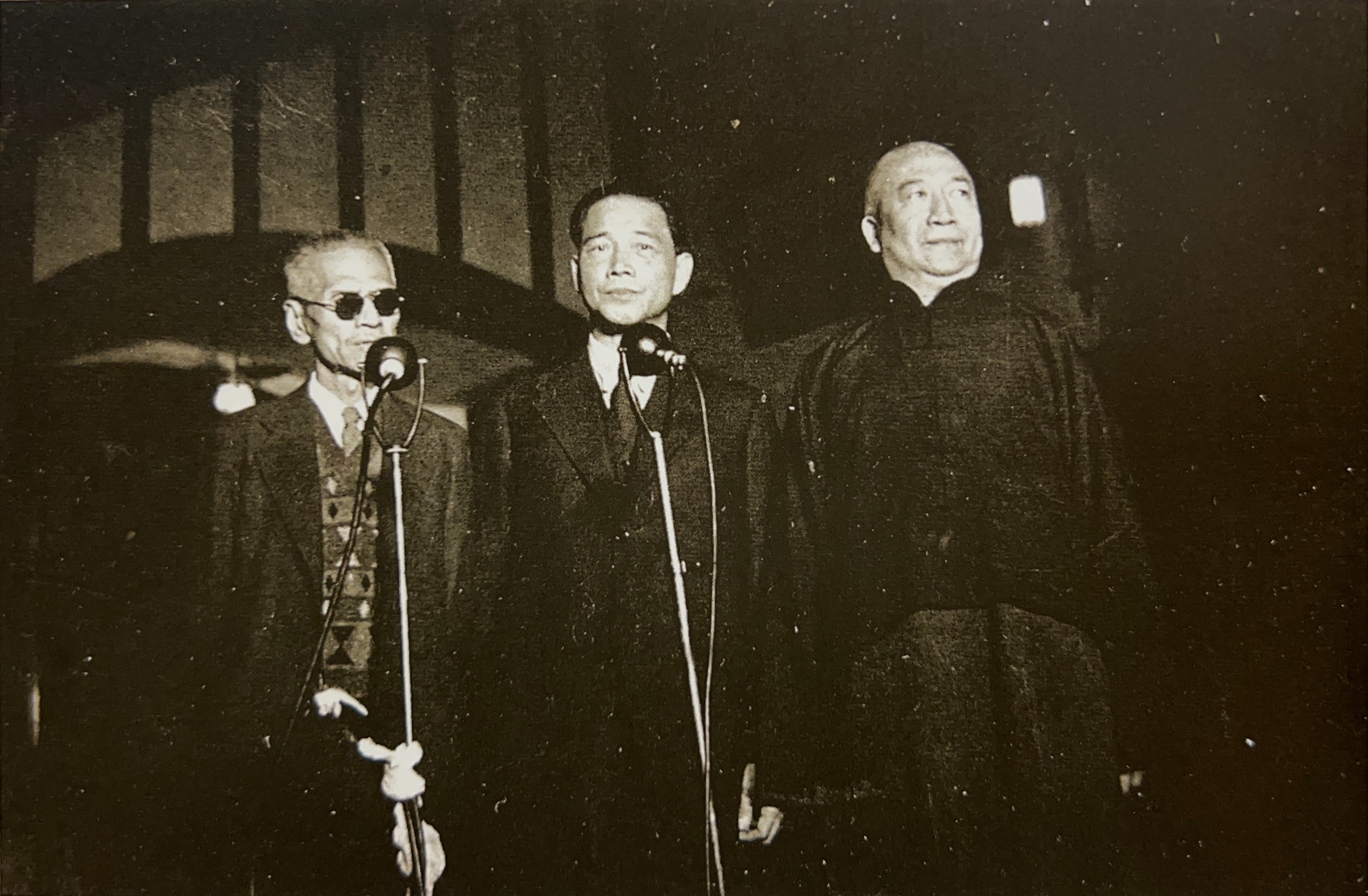
臨時政府行政委員会委員長の王克敏（左）、汪兆銘（中央）、維新政府行政院長の梁鴻志（右）

中国に戻った汪兆銘は1939年8月に「純正国民党」を称し、8月28日より、国民党の法統継承を主張すべく上海で「第六次国民党全国大会」を開催、自ら党中央執行委員会常務委員会主席に就任した。このときの大会宣言で汪は、去る1938年12月の近衛声明（第二次声明）に呼応して対日「和平」を決意したと述べ、これが孫文の「大亜細亜主義」にもとづくものであるとして国民党政権としての正統性を主張したのであった。そして、日本占領地内の親日政権の長であった王克敏、梁鴻志と協議を行い、9月21日、中央政務委員の配分を「国民党（汪派）が三分の一、王克敏の臨時政府と梁鴻志の維新政府が両方で三分の一、その他三分の一」とすることで合意に達し、彼らと合同して新政府を樹立することとなった。
次いで10月、新政府と日本政府との間で締結する条約の交渉が開始された。しかし日本側の提案は、従来の近衛声明の趣旨を大幅に逸脱する過酷なもので、汪工作への関わりが深い今井武夫が「権益思想に依り新たに政府各省から便乗追加された条項も少くなく、忌憚なく言って、帝国主義的構想を露骨に暴露した要求と言う外ない代ろ物であった」 と回想し、影佐禎昭も「十月初興亜院会議決定事項として堀場中佐及平井主計中佐の持参せる交渉原案を見るに及び自分は暗然たるを禁じ得なかつた。…堀場中佐は自分に問ふて曰く『この条件で汪政府が民衆を把握する可能性ありや』と自分は『不可能である』と答へざるを得なかつた」とふりかえるほどであった。

あまりの過酷な条件である「華日新関係調整要綱」に、汪自身もいったんは新政府樹立を断念したほどであった。汪兆銘は『中央公論』1939年秋季特大号（10月1日発行）に「日本に寄す」と題する思い切った論考を発表し、「東亜協同体」や「東亜新秩序」という日本の言論界でしきりに用いられる言葉に対する疑念と不信感を表明し、日本は中国を滅ぼす気ではないかと訴えた。さらに汪兆銘は、「華日新関係調整要綱」に示された和平案に対し白紙撤回を申し出てもいる。
これに対して、支那問題の権威として盛んに「東亜新秩序」を美化し、東亜協同体論を提唱していた朝日新聞出身のソ連スパイ尾崎秀実は、『公論』昭和14年11月号に「汪精衛政権の基礎」を発表、日本の当局者に向かって「汪精衛運動が支那再建の唯一の方策であり日本としては全力を挙げてこれを守る以外に良策なきこと、あらゆる問題の中で何が一番大切かといえばともかくも多くの困難なる条件によって発展の可能性を縮小されている汪精衛政権の誕生と発展とをはからなければならない」ことを力説した。また、尾崎と同じく近衛文麿の最高政治幕僚にして汪政権樹立工作の主務者であった西園寺公一も、『中央公論』昭和14年十12月号に「汪兆銘への公開状」を発表し、汪兆銘に向ってあくまで愛国者として初志貫徹を貫くよう呼びかけた。
1940年1月には、汪新政権の傀儡化を懸念する高宗武、陶希聖が和平運動から離脱して「内約」原案を外部に暴露する事件が生じた。最終段階において腹心とみられた部下が裏切ったことに汪兆銘はおおいに衝撃を受けたが、日本側が最終的に若干の譲歩を行ったこともあり、汪はこの条約案を承諾することとなった。その一方で、陳公博は正式に汪兆銘の側に身を寄せた。
2月2日、これがもとで後に除名処分を受ける立憲民政党の斎藤隆夫議員が、日本の帝国議会において、有名な「反軍演説」を行っている。斎藤はそのなかで、容共抗日の蔣介石と反共親日の汪兆銘が簡単に合流できるはずもないと分析し、日本政府が「対手とせず」といったはずの蔣介石を対手とする動きを強め、その一方で基盤の弱い汪兆銘の新政権を根回ししている矛盾を厳しく批判している。これに対し、この頃の汪兆銘は、日本が蔣介石と交渉するのならばそれでもよいという潔さを見せている。

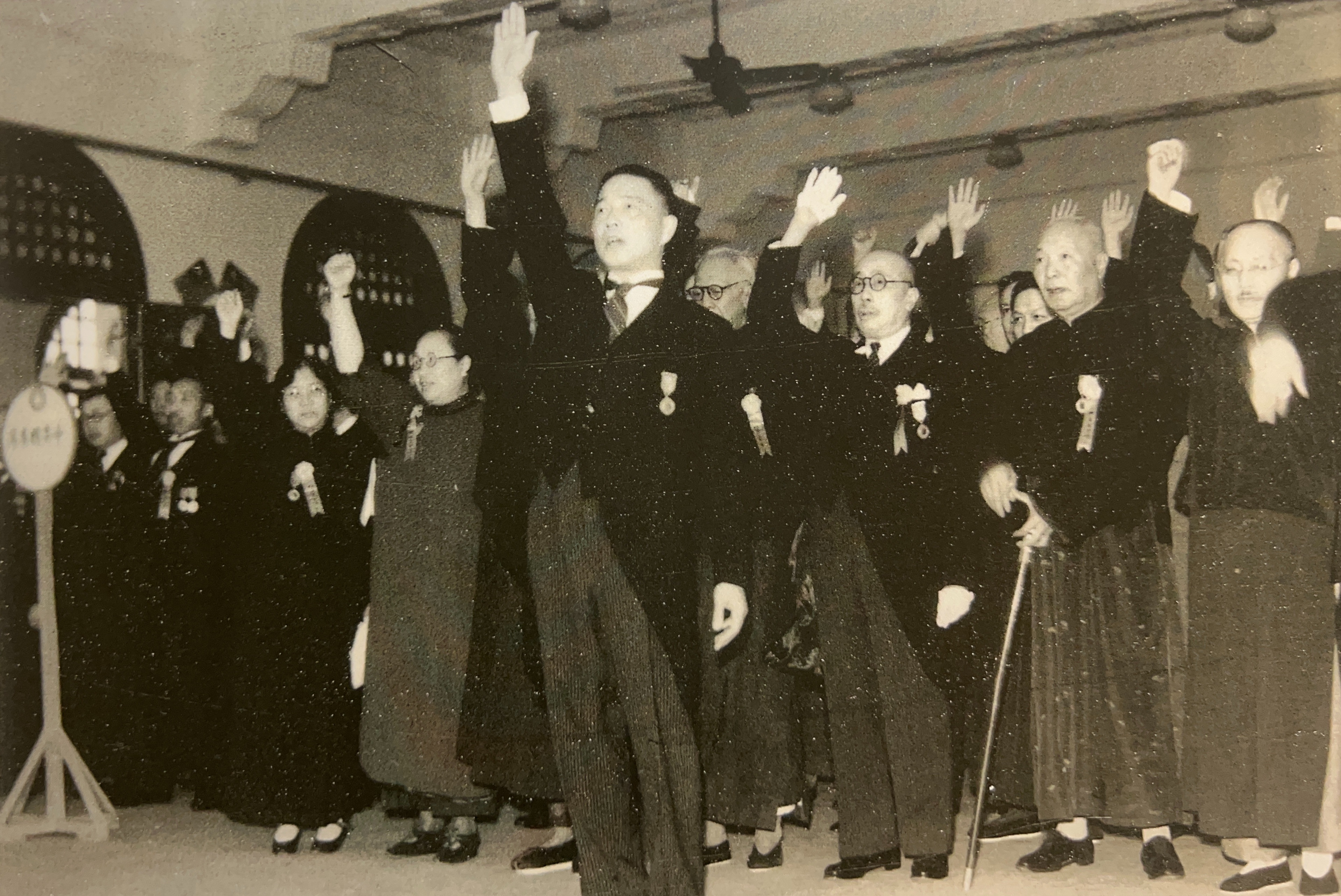
国民政府の「南京還都」を宣言する汪兆銘

1940年3月30日、南京国民政府の設立式が挙行された。
汪兆銘政権は、国民党の正統な後継者であることを主張するため、首都を重慶から南京に戻すことを示す「南京還都式」の形式をとった。国旗は、青天白日旗に「和平 反共 建国」のスローガンを記した黄色の三角旗を加えたもの、国歌は中国国民党党歌をそのまま使用し、記念日も国恥記念日を除けば、国民党・国民政府のものをそのまま踏襲した。汪はまた、重慶政府との合流の可能性をも考慮して、当面のこととして新政府の「主席代理」に就任し、重慶政府の主席である林森を名目上の主席とした。しかし、アメリカ合衆国のコーデル・ハル国務長官は、この政府を承認しなかった。蔣介石はこの日、南京国民政府77名への逮捕令を発している。
新政府では妻の陳璧君も重要な役割を果たし、陳璧君の義弟の褚民誼、臨時政府の王克敏、維新政府の梁鴻志、林柏生などの「公館派」と周仏海や特務機関の丁黙邨や李子群なども「実力派」として名を連ねた。また、女婿の何文傑は汪の私設秘書を務めた。なお、戦後日本の総理大臣を務めた福田赳夫は汪兆銘政権の財政顧問であり、のちに中華人民共和国主席となった江沢民の父（江世俊）は、汪の南京国民政府の官吏であった。
汪兆銘政権は、1940年11月30日、日華基本条約（日本国中華民国基本関係に関する条約）と日満華共同宣言に調印した。日本が南京政府を正式に承認したのは、「還都式」より8か月を経過したこのときであった。
汪兆銘は、その日、礼服を着て阿部信行特派全権大使の一行が到着するまで悲痛な顔で待ちつづけ、孫文を祀った中山陵をしばらく眺めながら、やがて落涙し、突然、両手で髪をつかんで声を荒げて「恨（ヘン）! 恨（ヘン）!」と叫んだといわれる。同時に汪兆銘は、南京国民政府の「主席」に就任したが、これは日華基本条約調印の資格として主席の肩書が必要だったからであった。ただし、汪兆銘自身にとって、このことは必ずしも本意ではなかった。なお、それに先立つ11月27日、汪兆銘は蔣介石に対し、それまでの経緯と自身も還都に踏み切った決意を伝え、今後の協力を期待するという内容を打電している。
新政権は誕生したものの、結局は汪の意図したような「重慶政府との和平」は実現せず、蔣政権と日本の戦争状態はつづいた。日本とすれば、重慶政府と交戦しながら、南京の汪政権とは和平を結び、日中親善を唱えるという矛盾した状態にあった。蔣介石はこうしたなかで、むしろ中国政治における求心力を高めたので、抗日ナショナリズムはかえって強められたのである。一方、南京政府での汪兆銘の演説中の写真などには、必ずといってよいほど、背景には孫文の顔写真が掲げていることが確認できる。
1941年2月1日、汪兆銘は前年より中国各地で高揚していた東亜連盟運動を推進し、自ら東亜連盟中国総会を主宰して会長に就任し、直接運動を指導した。
還都1周年が過ぎた1941年5月、南京政府では汪兆銘の日本公式訪問が立案された。6月16日、上海から神戸港に上陸し東京駅に着いた汪一行を、日本国民は熱烈に歓迎した。汪兆銘は元首待遇として昭和天皇に拝謁し、天皇から日中間の「真の提携」を願うとの言葉をかけられている。汪兆銘は、近衛文麿首相、松岡洋右外相、杉山元参謀総長、永野修身軍令部総長、東条英機陸相らと面談し、6月19日にはレセプションが開かれ、6月23日には近衛首相とで共同宣言を発表した。この訪日を機に、日本から国民政府に対し3億円の武器借款が供与され、中部シナにおける押収家屋と軍管理工場の返還がなされた。
1941年7月1日、汪兆銘政権はドイツとイタリアから承認を受け、両国とのあいだに外交関係をひらいた。また、この年の秋、汪兆銘は満洲国を訪れ、皇帝愛新覚羅溥儀や張景恵国務総理と会見した。一方、還都宣言のあと期待した4省が名乗りを挙げてこなかったことから、南京国民政府は自前の軍隊を持つべく動き、数十万の兵士が集まったといわれている。
イギリスとアメリカ、オランダとの対立を深めていた日本は、1940年11月、野村吉三郎を駐米大使として和平交渉にあたらせたが事態は好転しなかった。民間においても日米和平が模索され、アメリカが日本軍の中国からの撤退と満洲国承認を前提に汪兆銘・蔣介石両政権の合流をはかるという案には近衛も陸軍も賛成したが、アメリカ政府はこれに合意をあたえなかった。
1941年8月28日、日本政府はアメリカに、近衛文麿首相とフランクリン・ルーズヴェルト大統領との会談を申し入れたが実現しなかった。事情を知らない汪兆銘は日米会談が実現した場合を想定して、近衛首相あてに書簡を送り、アメリカは日華基本条約の修正を求めてくると思われるが、もし安易に修正に応じれば親米反日の傾向の強い中国民衆はいっそうその傾向を強め、結果としてアジアの不利を招くこと、また、修正の成功をアメリカが独自に重慶に知らせれば、重慶政府は自らの成果であると喧伝し、民衆も惑わされ、汪政権が信用を失うことにつながりかねないとして、もし条約の修正が不可避の場合は事前に汪政権に相談してほしい旨を伝えた。
また、近衛はアメリカに対し日米開戦を回避しようという趣旨の「申入書」の案を練り、9月3日の「大本営政府連絡会議」で提案する予定であったが、これも実行できなかった。さらにゾルゲ事件への介入も取りざたされた近衛は、10月18日に首相の座を東条英機にゆずった。

### 太平洋戦争/大東亜戦争と汪政権

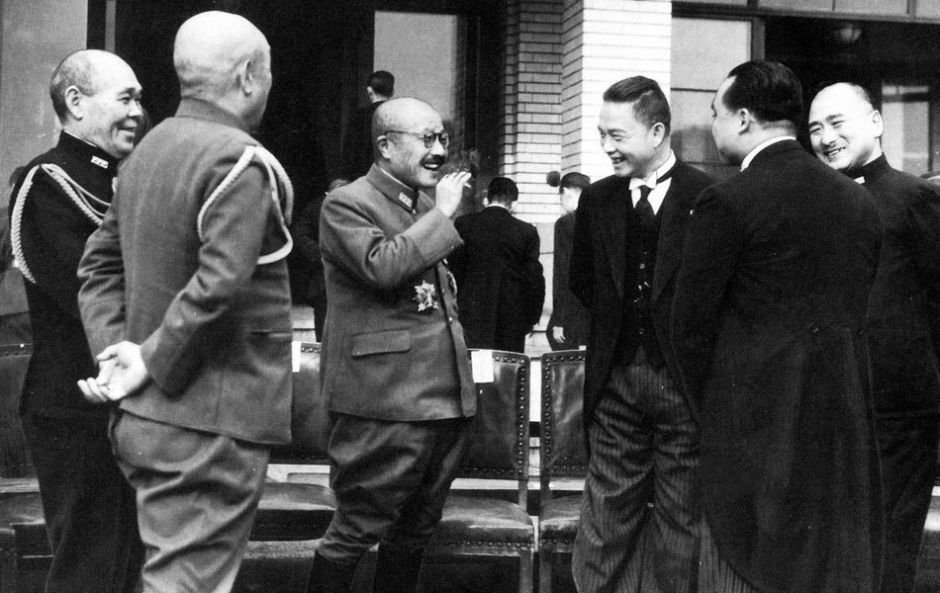
東条英機と汪兆銘（1942年12月）

1941年（民国30年、昭和16年）12月8日、日本はイギリスに対するマレー作戦、次いでアメリカに対する真珠湾攻撃を敢行し、太平洋戦争（大東亜戦争）が始まった。
事前に日本の開戦について知らされていなかった汪は驚き、「和平」の実現がますます遠のいたことを悟ったと思われる。ただし、日米交渉がことごとく不調に終わったことは汪も知悉しており、虚を衝かれたというほどではなかった。汪自身は日本の国力では英米蘭に対抗できないとの判断から開戦には反対だったが、12月8日付で「大東亜戦争に関する声明」を出した。汪は、英米帝国主義を批判したうえで、国民政府としては日本とこれまで結んだ条約を重んじ、アジア新秩序の建設という共同目的達成のために日本と苦楽をともにすべきこと、かつての辛亥革命の精神にもとづいて孫文の大アジア主義を遂行し、和平、反共、建国の使命を全うすべきことを民衆に訴えた。
日英米蘭開戦の日、蔣介石率いる重慶政府は日本・ドイツ・イタリアに対し、宣戦布告を行った。つまり重慶政府は第二次世界大戦の連合国についた。汪兆銘は、もはやかつての「一面抵抗、一面交渉」方針はどうみても不可能な情勢であると判断し、日本の影佐禎昭少将（当時）に対して南京政府は日本側で参戦する意思があると伝えたが、慎重な影佐は、満洲国が日ソ中立条約を考慮して宣戦していないのに、南京政府があえて参戦することは必ずしも合理的でないとしてむしろ汪の気持ちを宥めた。

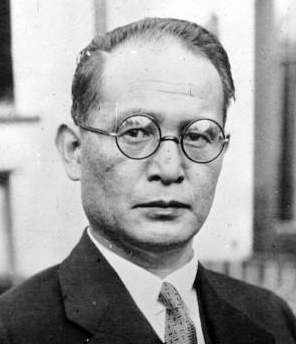
汪兆銘が最も信頼を寄せていた日本の要人、重光葵

1942年、特命全権大使として南京に赴任した重光葵は1月12日、汪兆銘に国書を奉呈し、翌日より数度にわたって南京の汪公館にて重光と汪の会談がおこなわれた。汪の発言は、従来の思慮深い彼からするときわめて大胆かつ強硬なものであり、「大東亜戦争が勃発したことで、ある種の新鮮な感覚が生まれた」「新時代を画する大展開であり喜ばしい」「中国の立場としては、当然、日本の勝利を願いつつも、政府としてどのように協力すればいいのか苦慮している」、さらに「重慶に反省を促し、もし反省しないなら彼らを壊滅させるよう努力する」というものであった。そして、当初は蔣介石打倒などということは毛頭考えなかったが、重慶政府が英米と結んでビルマにまで出兵するにいたった以上、和平工作は放棄する以外になく、もし重慶が希望するように日本が敗れるならば、中国は滅亡し、東アジア全体が欧米植民地に転落してしまうだろうと述べた。彼としては、孫文における「三民主義」を脇に置いてでも、その一方の主張である「大亜細亜主義」を前面に掲げ、白人帝国主義に対抗する姿勢を示すと同時に、第二次世界大戦が終結する前に日中戦争を解決することが肝要だと考えていたのである。
3月25日、日本政府は広東のイギリス租界を汪兆銘政権に移管した。6月1日、汪兆銘政権の特使として褚民誼が来日し、昭和天皇に拝謁した。
1942年7月7日、タイは汪兆銘の南京国民政府を承認している。7月28日、日本銀行は南京政府の通貨制度が混乱し、危機に陥っているのを救援するため、周仏海の中央儲備銀行に対して1億円の借款供与契約を結んでいる。
9月1日、日本政府は閣議で「大東亜省」の設置を決定したが、東郷茂徳外相は二元外交の原因になりかねないとしてこれを批判し、結果として辞職した。後任は置かず、東条首相が外相を兼務した。
1942年9月22日、平沼騏一郎、有田八郎、永井柳太郎が特使として南京を訪れた。汪兆銘は、重慶政府との和平工作はすでに限界に達しており、南京政府の和平地域に所在する住民ですら、和平にも抗日にも倦み疲れている実情を説明し、南京政府を強化させる手立てとして、
1. 南京政府の管掌下にある地方組織に対し、日本側から頭越しに直接指示するなどして治安を妨害しないこと。まして、所属官吏の任免を日本がつかさどるのは論外であり、必ず大使館を通じて南京政府と相談すること。
2. 中国にとっても、現下の日本にとっても中国の農業・工業・商業の発達は急務であり、その発達を阻害するような規制や束縛は、日本政府の文書によって撤廃されてしかるべきこと。

の2点を求めた。のちに傀儡政権として断罪された汪兆銘政権であったが、日本占領地域に居住する中国民衆の暮らしには最大限の気遣いを示していたのである。
11月1日、興亜院が廃止されて大東亜省が正式に発足した 。12月25日、訪日中だった汪兆銘は東京の総理官邸で東条英機と会談をもち、日本占領下の上海や南京でいかに汪政権が民衆から信頼されにくいかを訴え、日本側の善処を求めた。なお、汪はこの訪日時に大勲位菊花大綬章を授与されている。
結局、汪政権も枢軸国側として参戦することとなった。1943年1月9日、汪兆銘を首班とする南京国民政府は米英に対し宣戦布告した。それに伴い南京中山路で国民政府の軍隊による米英への宣戦布告大パレードが行われた。同時に日本は汪兆銘政権との間に租界還付、治外法権撤廃の協定を結び、米英もその直後、蔣介石政権との間で不平等条約による特権を放棄する新条約を結んだ。これにより中国は、中立国とフランスのヴィシー政権以外のあいだに結ばれていた不平等条約をすべて解消することとなった。日本政府はまた、南京駐在のヴィシー政府代表に連絡して上海の共同租界の行政権を南京政府に還付させることに成功した。汪兆銘は2月2日付の訓令で、青天白日旗の上につけていた「和平 反共 建国」の三角標識を撤去するよう指示した。
なお、3月には延安に拠点のあった中国共産党が汪兆銘政権と合作すべく秘密裏に接触している。これは、毛沢東の指示のもと劉少奇が共産党員の馮竜を使者に任じ、上海において周仏海に面会させたものであった。この合作は実現しなかったが、馮竜の叔父の邵式軍が中央儲備銀行の監事だったところから周仏海と親しい一方、日中戦争の際には共産党にひそかにつながっており、共産党に資金を流していたところから、この面会は邵式軍が手配したものとみられる。
1943年9月9日、汪兆銘の信頼の厚い李子群が暗殺される事件が起こっており、9月22日には汪が訪日して昭和天皇に拝謁し、東条首相と面談している。日本は、この年の8月にビルマ、10月にフィリピンと自由インド仮政府をそれぞれ承認し、同時に各国と同盟条約を結んだ。汪兆銘政権とは10月30日に日華同盟条約を結び、付属議定書では戦争状態終了後の撤兵を約束した。

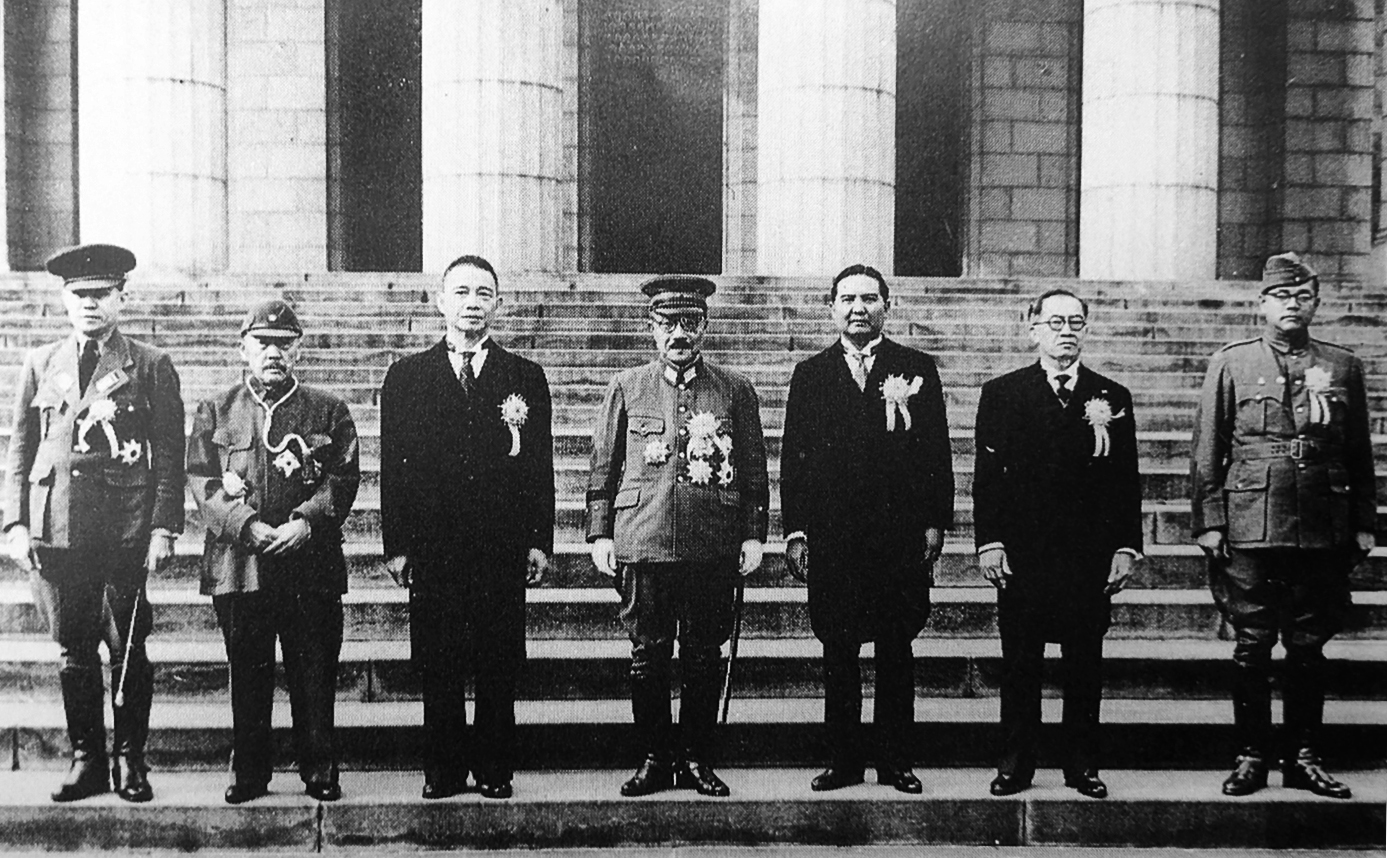
大東亜会議に参加した汪兆銘（左から3人目、1943年）

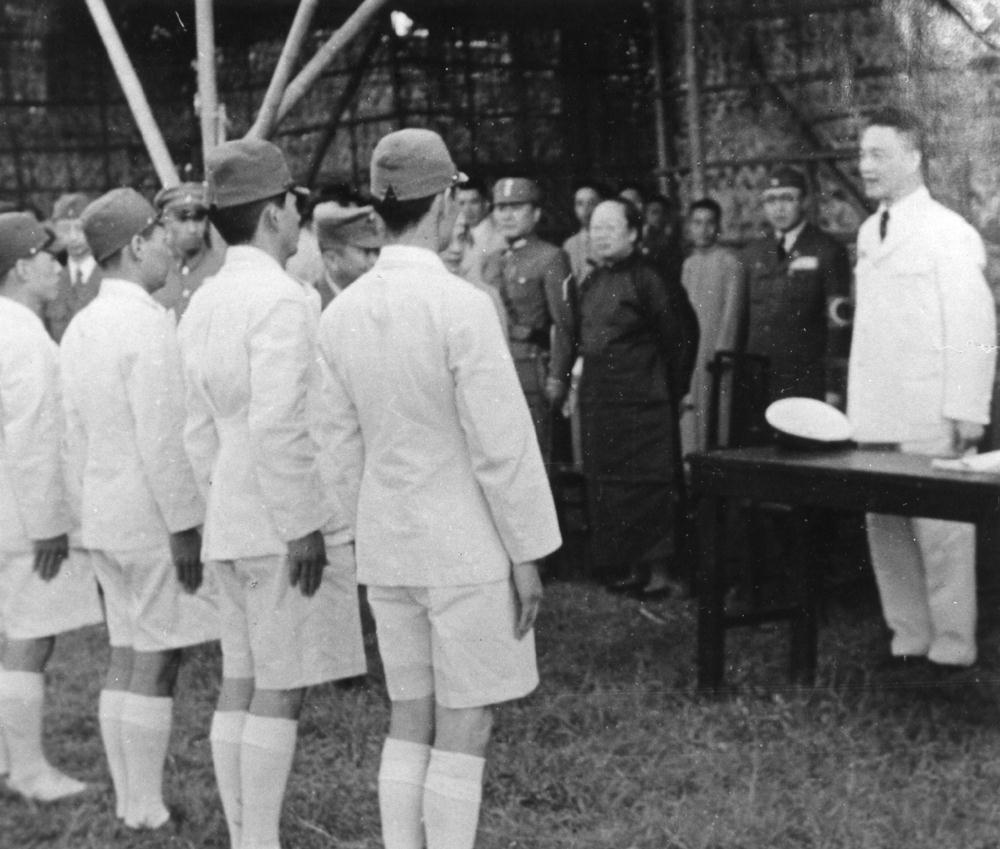
日本よりの滑空指導者を紹介され挨拶を受ける汪兆銘。陳璧君も同席。

1943年11月5日から6日まで、東京では大東亜会議が開かれた。汪兆銘は南京国民政府代表（ただし、肩書きは行政院長）としてタイやビルマ、フィリピン、満洲国、自由インドなど、他のアジア諸国の首脳とともに出席した。
上述の独立承認・同盟条約締結の措置は、ここで調印・発表された大東亜宣言の前提をなすものであった。なお、島本真の備忘メモによると、大東亜省ならびに中華民国国民政府の要請により、南京、上海、蘇州において中華民国滑空士指導者講習会も行ったという。

### 汪兆銘の死とその後の南京国民政府

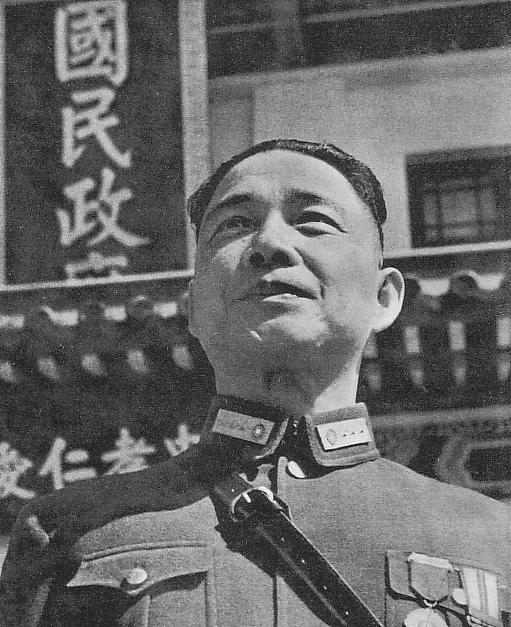
南京国民政府前に立つ汪兆銘（1943年）。「忠孝 仁愛 信義 和平」の字が刻まれた扁額が見える。

1943年12月19日、日本陸軍の南京第一病院（原隊は名古屋陸軍病院）で、8年前の狙撃事件において摘出できなかった弾を取り出す手術がおこなわれた。下半身にしびれを感じ、歩行がおぼつかなくなったためであるが、経過は順調で翌日には退院した。
12月28日、医学を勉強していた次女の汪文彬が陳新明と婚約した（ただし、のちに相手方の不祥事が発覚したため、駐日大使徐良立ち会いのもと、婚約を解消している）。
1944年に入ると、1月上旬に左下肢、次いで右下肢が麻痺して歩行困難となり、1月下旬には下半身不随の重体となった。汪兆銘の歩き方から察すると、手術の後遺症とは考えられなかったが、若い頃から体質的な糖尿病を病んでおり、これが症状をさらに悪化させていた。2月、東北帝国大学の黒川利雄教授が汪公館を訪ねて診察し、名古屋帝国大学の斎藤真教授に応援を依頼、斎藤真教授は診察を終えると、即座に汪兆銘に来日して入院するよう指示した。
3月3日、南京を出発した汪兆銘は、陳璧君夫人と何文傑夫妻、通訳、医師らを同行し、国民政府の後事を立法院院長の陳公博と行政院副院長の周仏海に託して岐阜県各務原飛行場に到着した。汪兆銘を南京から連れ出す作戦は、汪の愛した梅の花にちなみ、「梅号作戦」と呼ばれた。汪はそのまま名古屋帝国大学医学部附属病院に入院した。医師団は、名古屋帝大から斎藤真（外科）・名倉重雄（整形外科）・勝沼精蔵（内科）・田村春吉（放射線科）・三矢辰雄（放射線科）、東北帝大から黒川利雄（内科）、東京帝国大学から高木憲次（整形外科）という、当時としては各分野のトップクラスが集められた。病名はのちに多発性骨髄腫と診断され、体内に残った弾を摘出したものの弾が腐蝕して悪影響を及ぼしたのが原因と考えられた。患部には腫れがあり、周囲を圧迫するところから、入院翌日には第4および第7胸椎の椎弓を切除する手術がなされ、これには成功した。
汪公館に務めた程西遠の記録によれば、見舞客としては、東条英機・近衛文麿・石渡荘太郎・青木一男・小倉正恒・杉山元・小磯国昭・阿部信行・柴山兼四郎・後宮淳・天羽英二・重光葵・松井太久郎らの名があり、中国人では、家族のほか方君璧・褚民誼・周仏海・蔡培・鮑文樾らが見舞った。最後の見舞客は宮崎滔天の子息、宮崎龍介であった。
敗色の濃くなりつつある日本に対する連合軍の空襲が現実しつつある中で、東条は汪兆銘のために防空壕が必要だとして首相命令で突貫工事をおこない、7月には完成した。汪兆銘が初めて防空壕に入ったのは8月11日のことであった。11月5日、初の空襲警報が発令され、このときも防空壕に入った。
汪兆銘は身体の激痛に耐えながら闘病生活を続け、夏ごろには一時回復したが、11月10日、名古屋において死去。61歳。遺体を陸軍小牧飛行場から飛行機に乗せて送り出す際には、小磯国昭首相・重光葵外相ら当時の政府閣僚、近衛文麿・東条英機ら重臣が見送りに訪れた。なお、名古屋大学の大幸医療センターには、汪兆銘の死後、彼の遺族より治療に対する感謝として寄贈された梅が今も残っている。
南京では空港から汪公館までの沿道に民衆がつめかけて棺を迎えた。街は半旗を掲げて静まりかえっており、南京市民が汪兆銘を敬慕していたことをうかがわせる。葬儀委員長は陳公博で、11月18日、中央政治委員会で汪の国葬が決まったが夫人の陳璧君はこれを拒否し、故郷の広東でひっそりと葬儀を行いたいと希望した。しかし、陳公博は、南京は故人が生涯をかけて設置した国民政府のある場所だから初代主席の葬儀はお膝元でおこなうのが当然であると述べ、重慶との合体がかなったならば正式な国葬をおこなうとしても、とりあえず経費を切り詰めた質素な仮国葬のかたちにしてはどうかと説得した。夫人はこれに従い、南京郊外の梅花山に埋葬することとしたが、墓を暴かれる恐れから、棺をコンクリートで覆った。陳璧君は「魂兮帰来（祖国に帰ってきた魂）」の4字を書いて、夫の霊に捧げた。
汪兆銘の後任の南京国民政府主席には汪兆銘の渡日以来主席代理を務めていた陳公博が就任した。しかし、陳公博もまた汪兆銘同様、対外的な必要のあるとき以外は「主席」を名乗らず、「行政院院長」の肩書を使用した。
国民政府は、ポツダム宣言受諾が公表された翌日の1945年8月16日に解散した。9月9日、国民党第七四軍は汪兆銘の墓を被覆したコンクリートの外壁を爆破した。10月10日、陳璧君、その義弟で駐日大使や外交部部長を務めた褚民誼、長男汪文嬰、女婿何文傑が逮捕された。
日本占領下で治安維持にあたっていた南京国民政府の要人は、蔣介石によって叛逆罪として処刑された。陳公博も褚民誼も銃殺刑に処せられた。要人たちのなかの一派は、姓名を変えて共産軍へと走った。汪兆銘の妻の陳璧君は無期懲役刑に処せられ、蘇州の獅子口監獄に収監され、のちに上海の獄中で死去している。
1946年、汪兆銘の棺から取り出された遺体が火葬ののち、遺灰は原野に廃棄された。「漢奸」（対日協力者）の墓を残すわけにはいかないとの考えからとみられる。
1948年、汪文嬰と何文傑が釈放され、この年から1949年にかけて汪氏の一家は香港に移った。香港移住当初、汪氏という名前が災いして中国人社会で自由に就職できない一時期があり、今も共産党政権下の中国には足を踏み入れていない。アメリカに移ってからも長男・長女は住所の公表を許しておらず、香港に残った子女も汪兆銘の係累であることは隠して生活している。

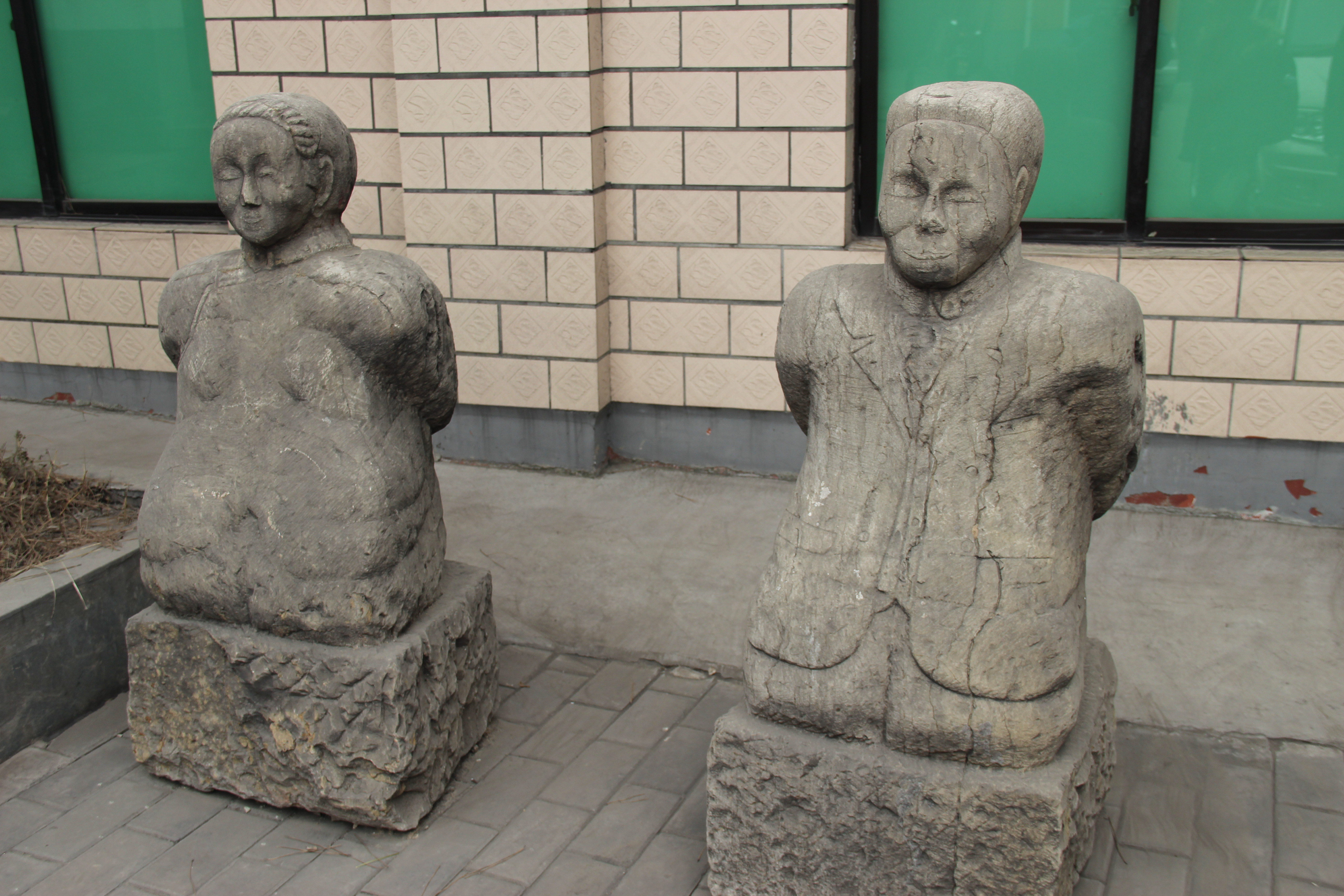
河南省三門峡市にある汪兆銘と陳璧君の跪像。

汪兆銘の死から50年経った1994年、南京の梅花山に汪兆銘夫婦の跪像が設置された。それは、周囲を柵で囲み、後ろ手にしばられた汪兆銘と陳璧君がひざまずいたかたちで座った石像であり、南宋の首都であった浙江省杭州の西湖のほとりに所在し、金に対して和平を唱えた秦檜夫婦の銅像（これらに唾を吐き掛ける習慣があった）になぞらえたものであった。この像は1999年に撤去されている。

## 人物像
満洲事変後、国際連盟派遣のリットン調査団に同行したハインリッヒ・シュネーが南京国民政府の行政院長だった汪兆銘と会見した印象を書き残している（「満州国」見聞記）。それによれば、汪の経歴を調べたシュネーは、会う前には断固たる決意をもった狂信的革命家であろうと想像していたのに反し、実際に会ったら、親しみやすく、柔和かつ魅力的な紳士であり、弁論、文学、芸術の才能をもった「理想的タイプの人間」という印象をもった。そして、「このような人物から、使徒や殉教者、また場合によっては宗教の創始者が出てくるのではないか」とさえ記して、その高潔な人柄に惚れ込んでいる。さらに、汪が清朝要人暗殺の罪状で死刑が下されたのち、罪一等が減じられたのも、その周囲の好感を呼ぶ人柄、また、理想に燃えた、素質のすぐれた人物であることが影響したのではないかと推定している。
長男の汪文嬰は父のことを、「清廉潔白な紳士であり、優れた文人ではあったが、政治家としては失敗者」「権力の座につきながら権力を使いきれない知識人」と評している。「政治というものは結果がすべて」と考える汪文嬰は、志が良かろうが状況が悪かろうが、そうしたことは評価の対象外とすべきであり、何を成しえたかだけを問うべきとし、結果として父は政治家としては何も成しえなかったと評価した。そして、汪兆銘は非情な決断を下すという力に欠け、蛮勇をふるうということのできる人ではなかったし、そうしたところから、政治家としての資質に欠けるところもあったというべきだが、息子としては、むしろ、そこが誇らしいと思うこともあったとしている。その点、女婿の何文傑は汪兆銘の志を賛美し、その目的を尊いものとしており、長男の見解とは大きく異なっている。ただし、汪文嬰もまた、父が家族の団欒も自身の名誉も犠牲にして民衆を戦火から守った愛国者であったことは疑いないとしている。
修道女となった次女の汪文彬もまた、「父親は愛国者であった」としている。17歳のときに武漢で聞いた父の一言によって自らが救われていると彼女は述べ、また、名古屋帝大病院を見舞ったときに父が、太平洋戦争勃発以降日本も南京政府に協力的になり、租界を返還して治外法権を撤廃し、南京政府を独立国の代表と認めて同盟条約も認めているから、最初の華日基本条約とのちの協定・条約を見比べたら、その差から父の志を少しは理解してくれるだろうと満足げに漏らしていたことを、のちに回想している。
女婿の何文傑は、汪兆銘が日本を「畏敵如虎」（虎のように畏れていた）と評する人もいるが、実際の汪は憂国の情に満ち、畏れを知らぬ人であったと述べており、彼は身を捨てて和平・救国に奔走したことは間違いないとしている。
女性関係については、程西遠の証言にもあるように、まったく清廉な人物であった。汪文嬰は、息子の目からみて父汪兆銘はまちがいなく妻一筋で、他の女性には目もくれずに生涯を終えたと断言している。
それに対し、汪兆銘のかつての同志で1923年に自殺した方君瑛と汪が愛人関係にあったという説があり、現在も広く流布している。1961年に香港の出版社から刊行された李煥生著『汪精衛恋愛史』では、方君瑛の自殺の原因もまた痴情のもつれとされている。この点については、北京師範大学の蔡徳金が『同盟会女傑方君瑛』を著して『汪精衛恋愛史』の内容を根も葉もない風説だとして批判している。蔡によれば、汪兆銘が「民族の裏切り者」であったことは間違いないにしても、彼の生活態度はいたってまじめで、汪と陳璧君とは仲のよいごく健全な夫婦だったとしており、方君瑛自殺の原因は主として金銭問題、そして10年間の外国生活を終えて中国に帰国した彼女が目の当たりにした「変わらない中国社会」への絶望だったとしている。

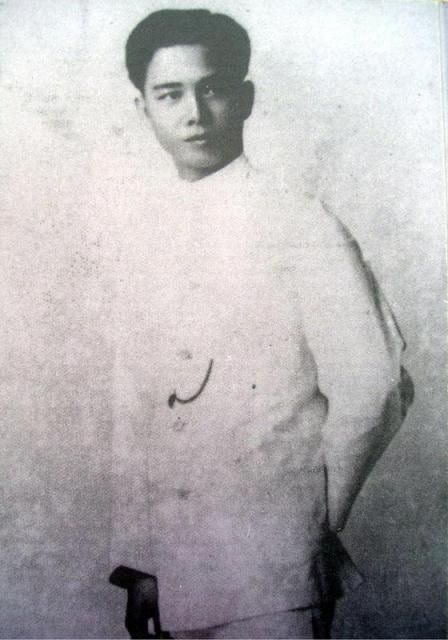
若年期の汪

戦後、妻の陳璧君は、蔣介石政府に逮捕され、漢奸裁判にかけられたが、汪兆銘の愛国心を強調して堂々と反論し、周囲の努力により夫の非を認めれば釈放するというところまでいったものの、一言のもとにそれを却下し、釈放されることよりも獄死を選んだのであった。最晩年に病室が一緒だった女性教師、梁淳白の残した手記『陳璧君の最後の2日』によれば、陳璧君は、若い頃の汪兆銘の詩を聞いて「彼は美男子だった」と2度くり返して口にしたという。そして、汪兆銘は陳璧君の「才」を、加えて「財」も認めたのだと語り合った。「蒋介石はアメリカと組んだ。毛沢東はソ連と組んだ。私たちは日本と組んだ。それだけだ。」（陳壁君・汪兆銘夫人） 漢奸裁判で。
陳璧君の回想にあるように、若い頃の汪兆銘は童顔で長身の美男子であり、スーツを好んで着こなし、女性からの注目を集めた。なお、このことに関連して、現代の中国では、三船敏郎の若い頃の白黒写真が汪兆銘などの写真と間違われる現象が起こっている。
一方、政治上のライバルであった蔣介石は、南京に日本の傀儡政権をつくった汪兆銘について、1938年12月22日付の日記に軽蔑の念をこめて「図らずも、汪精衛のでたらめと卑劣さはここに至った。まことに救うべき薬はない。党と国家の不幸であるが、このような恥知らずの徒を生みだしてしまった。誠心誠意をもって彼に対してきたが、ついに振り返らせることができなかった。これは好悪の最たるものである」と記している。
また、中国国民党の陳立夫は、汪兆銘は自他ともに認める中華民国の領袖中の領袖であったが、抗日戦争に勝利する自信のない根っからの敗北主義者であったとし、頭脳明晰ではあったが人の上に立ちたがる欠点があったと自らの回想録（『成敗之鑑』）に記している。

## 家族
- 妻 陳璧君:気丈で潔癖な性格で女傑型。家族評によれば、政治的には汪兆銘に従っていたが、それ以外では自立心・自己主張がともに強すぎる女性であった[7]。纏足はしていなかった[102]。
- 子女：3男3女にめぐまれたが、1923年生まれの次男はアメリカ合衆国で夭逝している。
  - 長男 汪文嬰（1913年-2011年）:フランス生まれ[104]。ケルン大学卒業、同大学で政治経済を学ぶ[105]。汪兆銘政権で軍事委員会経理総監部の幹部を務めた[106]。釈放後、香港を経てアメリカ西海岸（カリフォルニア州）に移住[107]。
  - 長女 汪文惺（1914年-2015年）:フランス生まれ[104]。江蘇教育学院で学ぶ。香港を経てアメリカ東海岸（ニュージャージー州）に移住[107]。夫は汪兆銘の秘書だった何文傑[104][108]。
  - 次女 汪文彬（1920年-2015年）:香港を経てインドネシアに移住[109]。東京の帝国女子医専とベルギーのルーベンス大学を卒業[109][110]。医師[109]。カトリック教会修道女[注釈 11]。
  - 三女 汪文恂（1922年-2002年）:南京中央大学で教育学を学び、鳴崧学校の教師となる[111]。のち香港に移住[107]。香港大学教育学部講師[112]。趣味は水墨画[112]。父の文稿を整理した。
  - 次男 汪文靖（1923年）:アメリカ合衆国生まれ[113]。肺炎のため、同地の保育施設にてわずか1か月で死去[107]。
  - 三男 汪文悌（1928年- ）:南京中央陸軍軍官学校卒業[114]。旧軍人（日本敗戦時の位は大尉）[114]。のち香港に移住[107]。通信教育で建築士の資格をとり、建築家として成功[111][114]。
- 妻の兄弟姉妹
  - 陳鴻漢（陳璧君の兄）:日中戦争勃発当時、南京・大校場飛行場の第一修理工廠廠長[115]。
  - 陳耀祖（陳璧君の兄）:広東省政府主席兼広州市市長。1944年に暗殺される[116]。
  - 陳昌祖（陳璧君の弟）:汪兆銘夫妻の祖国脱出を追ってハノイに行き、以後ともに行動[116]。汪兆銘政権下で空軍中将。航空署署長、中央大学校長、中政会軍事専門委員会委員などをつとめた[117]。
  - 陳舜貞（陳璧君の義妹）:夫は、駐日大使・広東省主席・外交部部長を務めた褚民誼（褚民誼は戦後、漢奸として処刑されている）[116]。
  - 陳緯君（陳璧君の妹）:北京大学の教授譚熙鴻（中国語版）と結婚したが、1922年3月17日に猩紅熱により病死した[118]。
  - 陳淑君（陳璧君の妹）:1922年秋に北京大学に進学すると、譚熙鴻の家に下宿した[118]。やがて2人は恋に落ち、正式に同棲したが、緯君の死により陳家と譚家との関係も断たれたと考えていた璧君は激怒したという[118]。

## 評価
汪兆銘の評価は、現代の日中両国間では対照的な評価が下されており、日本では今なお一部の人びとの間で中国の愛国者であり、なおかつ親日家であるとして根強い人気がある。それに対し、中国では、大陸にあっても台湾にあっても、対日協力政権に関わったり、日本側に協力したりした人物を「漢奸」と呼称し、民族の裏切り者、売国奴として扱われるのが一般的であり、汪兆銘はその典型的な例、すなわち「日本に寝返った最悪の裏切り者」として唾棄する存在とみなされ、その存在は強く否定されている。さらに、中国共産党は汪兆銘政権を日本の完全な傀儡政権とみており、中国においては「偽」の字を冠して「汪偽政権」のように表記されることが一般的である。日本敗戦後、中国では日本軍民に対する戦犯裁判とは別に、中国人の漢奸を摘発して「漢奸裁判」を行い、汪兆銘政権の要人はその多くが銃殺刑に処せられた。
中華人民共和国の中学校歴史教科書においては、汪兆銘政権について、以下のように紹介されている。
中国出身の歴史学者劉傑は、「日本人が汪兆銘を愛国者と評価することはもちろんのこと、彼に示した理解と同情も、中国人から見れば、歴史への無責任と映るのかも知れない」と述べている。
ただし、劉傑は一方で中国の国力の低迷を嘆いて日本軍占領地での「和平工作」にすべてを賭けた彼を、「現実的対応に徹した愛国者」として評価しており、このように、例外的ではあるが中国出身者のなかにも汪政権を肯定的にとらえる見方が全くないわけではない。
「政治家としては失敗者」と父を酷評した長男の汪文嬰もまた、「政治的には大して取り柄のない人であったかもしれないが、その精神は愛国心に満ち満ちていた」「あの時代に地獄におちるのを承知しながら民衆を戦火から守るべく割の悪いコースを選んだ汪兆銘が、どうして漢奸であろうか」と弁護している。
1964年、香港在住のジャーナリスト金雄白のもとに「最後之心情 兆銘」と書かれた国事遺書が送付されてきた。女婿によれば、筆跡は汪兆銘のものとは思われないが、内容としては汪の主張に近いとされ、真偽のほどは曖昧だが、日本のマスメディアでも注目され、当時の日本人は少なからず大きな関心を寄せた。英文の『ジャパン・タイムズ』紙も「真の愛国者?」の大見出しをかかげ、「もしここに書かれている言葉が、20年前の汪兆銘の偽らざる心を伝えているとすれば、当時、この中国の指導者を正当に評価した日本人はほとんどいなかったといえそうだ。汪兆銘のとった策は、敵（日本）の警戒心を解き、一兵たりとも動かさずに勝利をおさめようとする高度の政治判断であった」と報じている。
そして、実際的にも汪兆銘政権が米英に宣戦布告したことが、日本側さらに米英との不平等条約解消につながるなど中国の主体性確保と国際的地位の向上に寄与した一面があることも事実である。汪兆銘政権の経済関係省庁の文書をみると、水利建設などでは一定の主導性を有しており、さらに、日本は中華民国に対し宣戦布告しなかったことから、日本国内の華僑のほとんどは汪兆銘政権の管轄下にあり、これは東南アジアにおける日本占領下の地域に住む中国籍の人びとについても同様だった。汪兆銘政権が傀儡政権であるにしても、完全に言いなりであったわけではなく、政権としての内実をいくらかでもともなっていたことには注意が必要である。
日本国内にあっても、1930年代後半以降、汪兆銘が党内で権威を失っていったのは「たび重なる外遊と時代逆行的な反共主義のため」であるとみなす宇野重昭などの見解、不平等条約の改正についても、日本軍占領下という状況のなかでは実効性に乏しいという評価がある一方、汪兆銘は日中間の「拙劣な戦争」を阻止しようと、生命を賭して反共和平を唱えた先見の明のある優れた政治家であるという岡田芳政（元大本営参謀）の見解もある。岡田によれば、当時の日本にあっては汪兆銘の構想が理解されず、数百万の軍隊を送り、50万人近い戦死者を出しながらも重慶との和平は成らず、国力を消耗して米英との戦争に突入してしまい、一方、重慶政府の側も汪兆銘の反共和平を拒否したばかりに、抗戦は日本の敗戦による一時的勝利に終わり、汪兆銘の予告した通りに共産党支配を招いてしまったというのである。
汪兆銘の対日協力は、ナショナリズムよりも民生の安定を優先させてのことであったが、しかし、そこに政策はあっても具体的な戦術に欠ける「甘さ」があったことを指摘する見解がある。すなわち、和平運動や新政権をつくるとき、竜雲や呉佩孚と連絡をとったものの汪の呼びかけには呼応せず、国内の政治勢力を結集することがほとんどできなかった。これは、蔣介石政権の政策転換を促す力を弱め、日本との取引を有利に進めることを困難にした。さらに、日本との妥協を選択する場合には、国内とのナショナリズムとのあいだに何らかの折り合いを付ける戦略が必要ではなかったかと考えられる。また、新政権を成立させたことで対英米工作のパイプが切れてしまったことも、汪兆銘の意図からすれば痛手であったと考えられる。
もとより、最晩年の親日的な政治行動にのみ目を向けるのではなく、それ以前の民主化への貢献について正当な評価をあたえるべきとの見解もある。汪兆銘は、20世紀前半の激動の時代に革命を志し、中華民国政府の指導的立場に立ってからも、蔣介石に対して民主化を果敢に唱え、その旗振り役を任じてきた人物なのであり、政治の民主化は今もって中国最大の課題にほかならないからである。

## 著作
- 『汪兆銘全集』（和訳：河上純一訳、東亜公論社、1939年）
- 『汪主席和平建国言論集』中央書報発行所、1940年
- 『中国の諸問題と其解決』（和訳：日本青年外交協会研究部訳編、日本青年外交協会出版部、1939年）
- 『日本と携へて』（和訳：黒根祥作訳、朝日新聞社、1939年）
- 『汪精衛自叙伝』（和訳：安藤徳器編訳、講談社、1941年）
- 『全面和平への道』（和訳：東亜聯盟中国総会編、改造社、1941年）
- 『汪主席訪日言論集』上海特別市政府秘書処、出版年不明
- 『双照楼詩詞藁』

## 伝記
- 森田正夫『汪兆銘』（興亜文化協会 昭和14年（1939年））
- 山中徳雄『和平は売国か  ある汪兆銘伝』（不二出版 平成2年（1990年））
- 杉森久英『人われを漢奸と呼ぶ 汪兆銘伝』（文藝春秋 平成10年（1998年））
- 上坂冬子『我は苦難の道を行く 汪兆銘の真実』（各（上・下）、講談社 平成11年（1999年）、文春文庫 平成14年（2002年））

## 脚注

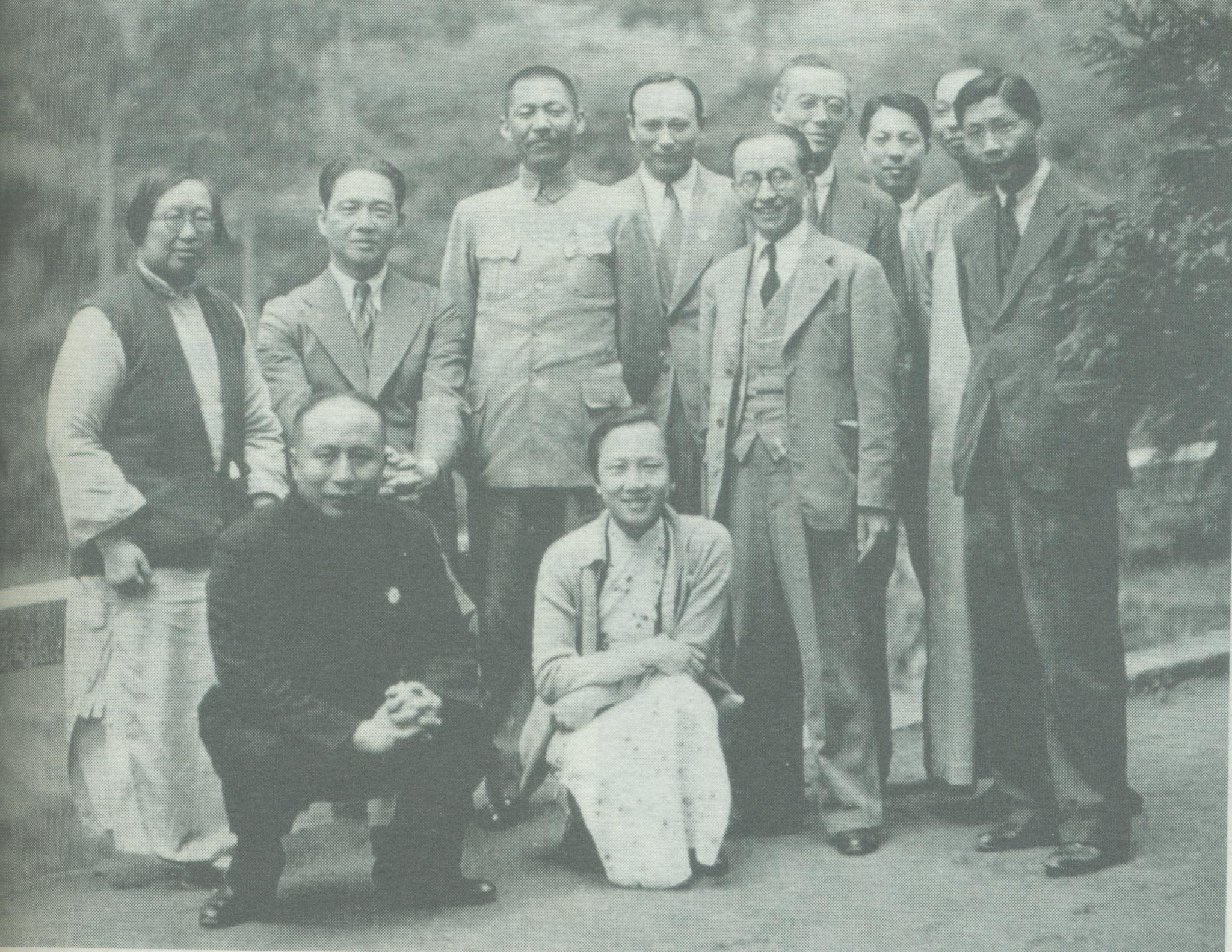
マレーシアにて
_{後列左から2人目が汪、その左が陳璧君}